# Průběh pandemie covidu-19 v Česku
Tato stránka uvádí podrobné informace o průběhu pandemie covidu-19 v Česku. Shrnutí a ostatní související informace jsou na stránce pandemie covidu-19 v Česku.

## Průběh

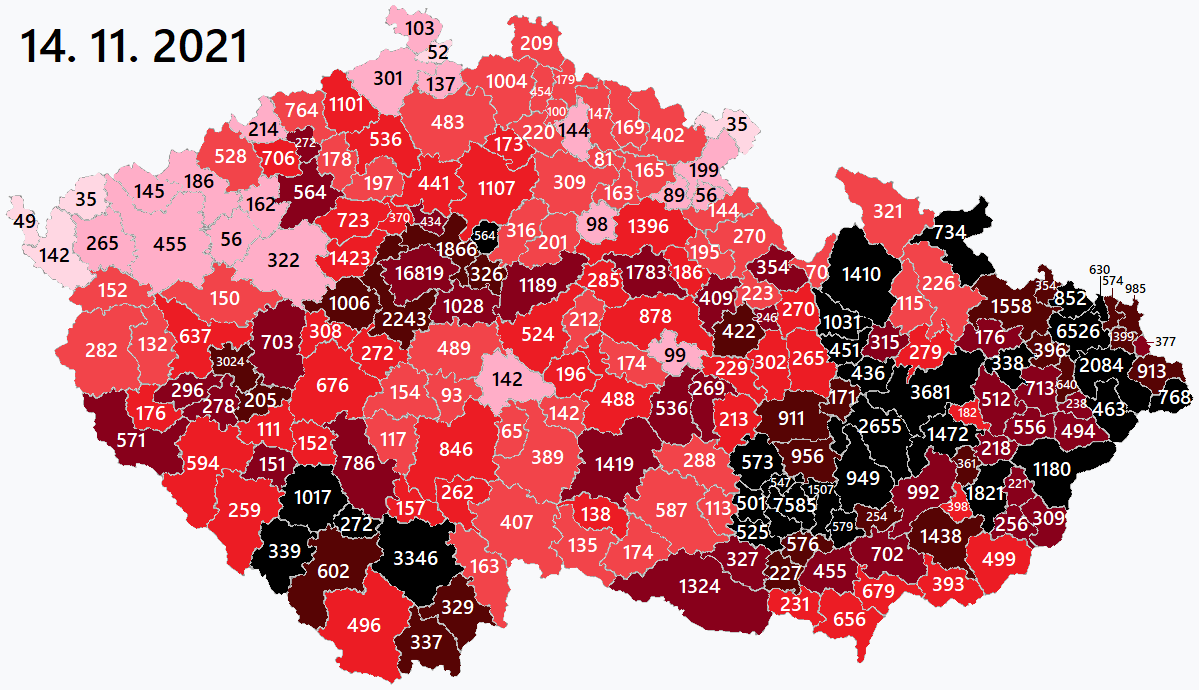
Mapa aktivních případů koronaviru podle obcí s rozšířenou působností (k 13. červenci 2021):
20+ aktuálních případů
10–19 aktuálních případů
7–9 aktuálních případů
5–6 aktuálních případů
3–4 aktuální případy
1–2 aktuální případy
0 aktuálních případů

### Leden 2020
V průběhu ledna 2020 nákaza Česko ještě nezasáhla. Byla však již učiněna první preventivní opatření, zejména zpřísněné kontroly cestujících přilétajících na Letiště Václava Havla v Praze. ZZS a MP hl. m. Prahy v předstihu pořídily ochranné prostředky. Ke konci tohoto měsíce se množily hlasy, že je s ohledem na šíření epidemie v Číně třeba učinit další opatření. Poslanec ODS Bohuslav Svoboda požadoval na schůzi Poslanecké sněmovny 28. ledna projednání návrhu, kterým by byla vláda zavázána taková opatření provést. Návrh byl podpořen 73 hlasy opozice, proti byli 3 poslanci. Velká většina poslanců ANO, ČSSD a KSČM se zdržela hlasování a Svobodův návrh tak nebyl schválen (neobdržel potřebný počet hlasů). Podle odpovědi ministra zdravotnictví Adama Vojtěcha příprava k dalším opatřením již probíhala, přičemž Česká republika jednala v souladu se Světovou zdravotnickou organizací (WHO) a nebyl důvod k panice. Vojtěch dále uvedl, že zpřísněná opatření na českých hranicích včetně letiště v Praze, např. zákaz letů z Číny, by „dávala logiku, pouze kdyby to udělala celá Evropská unie, minimálně celý schengenský prostor“ (tj. prostor volného pohybu osob podle Schengenské smlouvy). Čínští turisté se totiž v mnoha případech dostávali na české území autobusy z jiných zemí, např. z Rakouska a Maďarska.
Premiér Andrej Babiš byl opozicí kritizován za to, že nechtěl poslat do Číny zdravotnický materiál na pomoc proti epidemii; toho byly nakonec odeslány 4,5 tuny.

### Únor 2020
Ani počátkem února nepovažovali jak představitelé vlády, tak opozice hrozbu epidemie za skutečně vážnou. V té době byla koronavirová epidemie považována za méně nebezpečnou než již delší dobu probíhající epidemie chřipková.
Ještě na konci února 2020 se všeobecně předpokládalo, že odjezd do lyžařských středisek v severní Itálii a v Rakousku je bezproblémový. Odtud se pak začala nákaza koronavirem do Česka a dalších zemí šířit. Tento postoj k lyžařské turistice se ale nijak nelišil od postoje všech ostatních zemí Evropské unie.

### Březen 2020

#### Šíření epidemie
Dne 1. března byly potvrzeny první tři případy covidu-19 na území ČR. V počátcích se jednalo o nakažené osoby, které pobývaly v severní Itálii, později již převažovala tzv. komunitní nákaza, tj. nakažení od lidí, kteří v zahraničí nepobývali. Počáteční prudký procentní nárůst počtu infikovaných (v desítkách procent oproti předchozímu dni) se v poslední březnové dekádě zmírnil na nárůsty nižší než 20 % ve srovnání s předchozím dnem. Od 1. do 31. března 2020 bylo potvrzeno celkem 3 257 případů covidu-19.
Dne 16. března hygienici rozhodli o uzavření obcí Litovel, Uničov a Červenka kvůli vysokému počtu nakažených. Lidé nemohli z ani do obcí cestovat a v obcích platil zákaz vycházení.
První tři zotavení z nákazy byla potvrzena 16. března 2020, do konce měsíce se jejich počet zvýšil na 25. První nakažený zemřel 22. března, do 31. března zemřelo 31 nakažených (u starších osob se často se jednalo o souběh více chorob, ne vždy bylo jasné, zda příčinou úmrtí byl covid-19). Počet úmrtí výrazně stoupl mezi 27. a 31. březnem (z 9 na 31).
Počet osob testovaných na covid-19 během března zásadně vzrostl, z počátečních zhruba 200–400 denně na více než 5 000 denně na konci měsíce. Během března bylo celkem testováno více než 50 000 osob.

#### Nejdůležitější opatření státu
V počátku krize řídila státní opatření Bezpečnostní rada státu, vedená Andrejem Babišem, 16. března byl ustaven krizový štáb řízený Romanem Prymulou. Toho vystřídal 31. března Jan Hamáček. Roman Prymula se stal vedoucím Centrálního řídicího týmu covid-19, který řídil zdravotnickou stránku boje proti koronaviru.
Některá opatření byla průběžně zpřesňována či modifikována. K nejdůležitějším patří:
- Od 2. března byla postupně přijímána a zpřísňována opatření k omezení rizik přeshraničního pohybu osob (pozastaveny lety z a do Jižní Korey a severní Itálie, namátkové kontroly na hranicích, karanténa pro osoby přijíždějící z rizikových oblastí, konání Světového poháru v Biatlonu bez diváků).[17][18]
- Dne 9. března na ministerstvu vnitra prezentoval ředitel pojišťovny Pavel Řehák svůj jednoduchý exponenciální model šíření epidemie.[19]
- Od 11. března byly všechny základní, střední, vyšší odborné a vysoké školy v České republice uzavřeny do odvolání.
- Dne 12. března od 14 hodin byl v ČR vyhlášen na dobu 30 dnů nouzový stav.[20][21][22] Jím byla vyhlášena řada mimořádných opatření, zejména omezení volného pohybu.
- Od 14. března byl zakázán provoz restaurací a obchodů (s výjimkami). Opatření mělo původně platit 10 dní.[23]
- Od 16. března byly, až na výjimky, uzavřeny státní hranice.

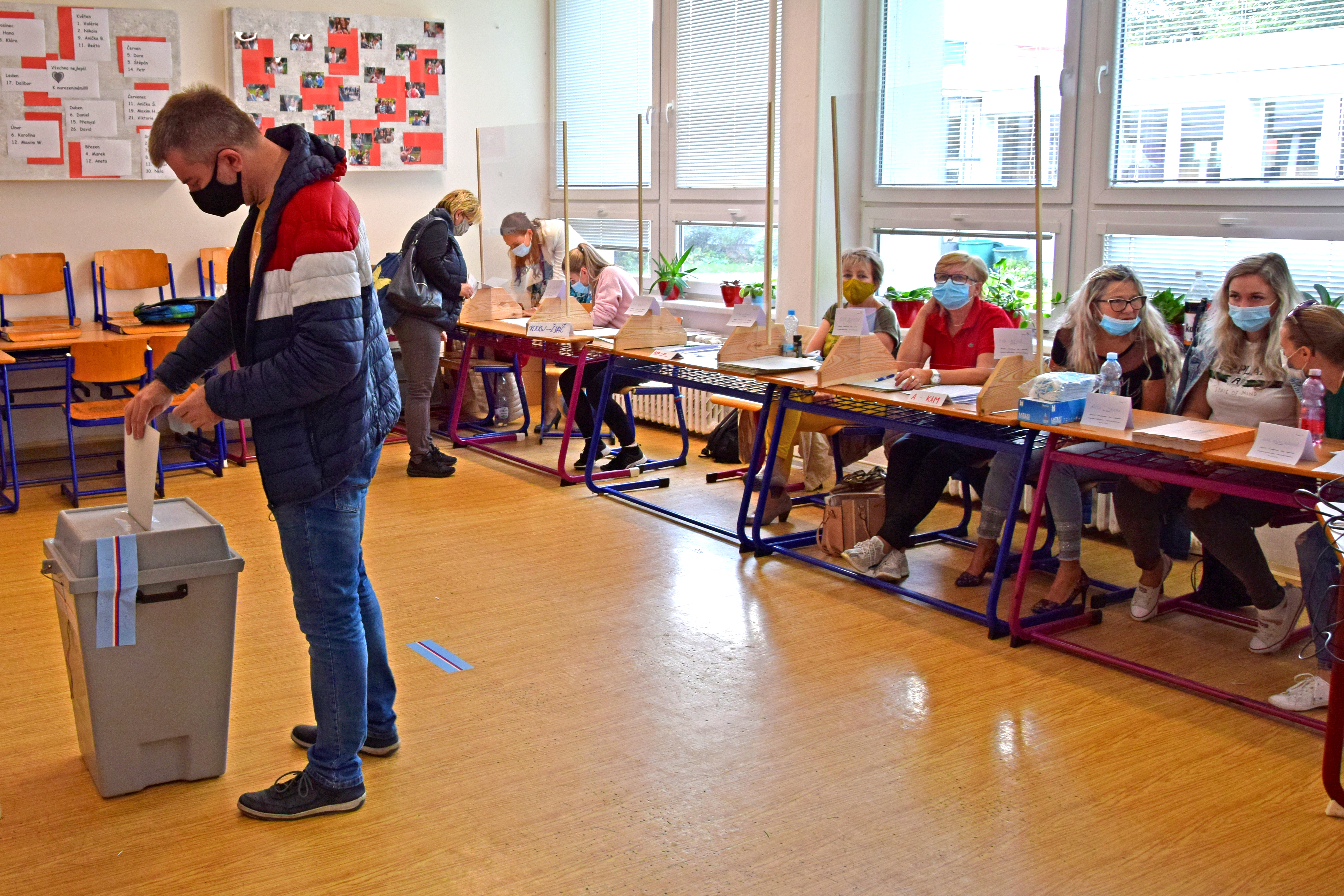
Ochranná opatření během krajských voleb v říjnu 2020

- Dne 19. března byla vyhlášena povinnost si mimo bydliště zakrývat ústa a nos rouškou, šátkem či jinou pokrývkou.[24]

#### Ochranné pomůcky
Pro březen 2020 byl charakteristický nedostatek ochranných pomůcek pro zdravotníky i celou populaci. Prvotní nedostatek roušek na obličeje (popř. respirátorů), vyvolaný zavedením všeobecné povinnosti zakrývání nosu a úst na veřejnosti, byl během několika dnů vyřešen díky solidaritě a aktivitě dobrovolníků, kteří začali vyrábět textilní roušky. Nedostatek ochranných pomůcek se snažily zmírnit také jednotlivé resorty – například ministerstvo spravedlnosti pověřilo šitím roušek vězně v nápravných zařízeních a ministerstvo vnitra zadalo výrobu roušek osazenstvu uprchlických zařízení.
Nedostatek jednorázových ochranných prostředků pro zdravotníky a další profese v „prvním sledu“ byl zpočátku řešen málo účinnými regulačními opatřeními (zákaz vývozu apod.). Množství ochranných prostředků se významně zvýšilo až po dodávkách z Číny, které začaly 18. března, dodávka 100 tun materiálu dorazila v noci z 20. na 21. března.

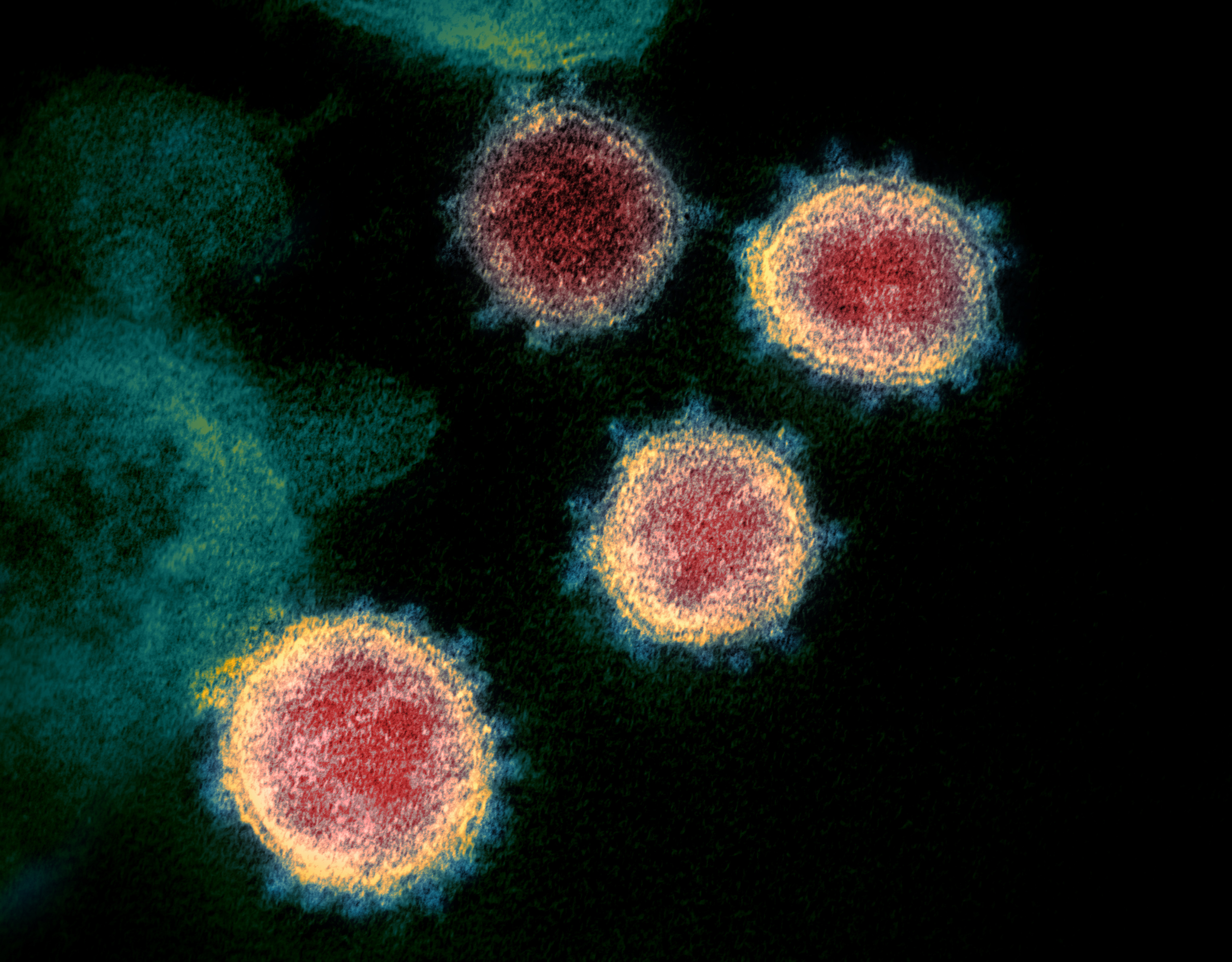
Snímek viru SARS-CoV-2 pořízený elektronovým mikroskopem
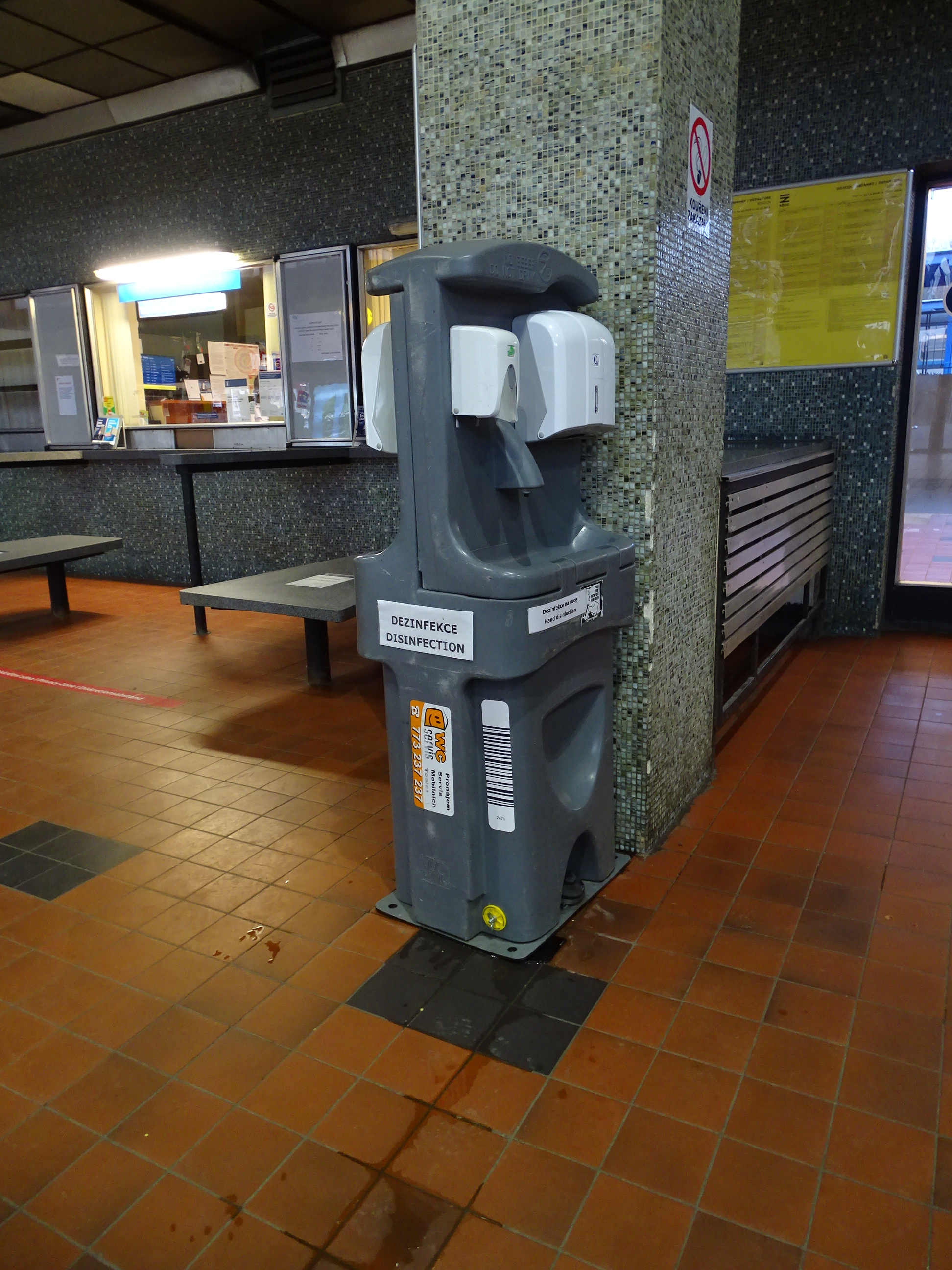
Kolem 7. března začala Správa železnic rozmisťovat na větších nádražích dezinfekční stojany
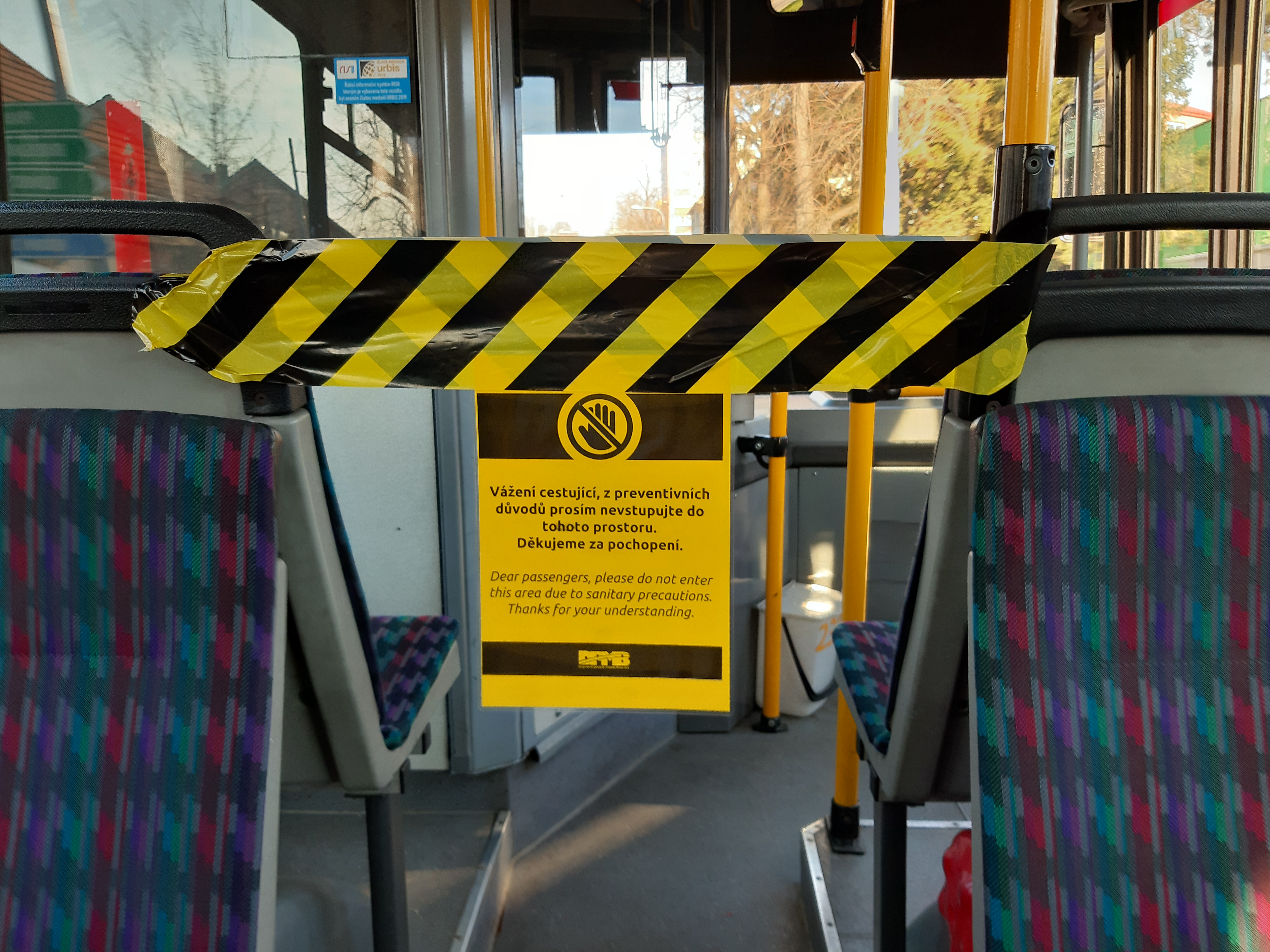
Od pátku 13. března byly v brněnské a dalších MHD pro cestující uzavřeny přední dveře a prostor u kabiny řidiče.
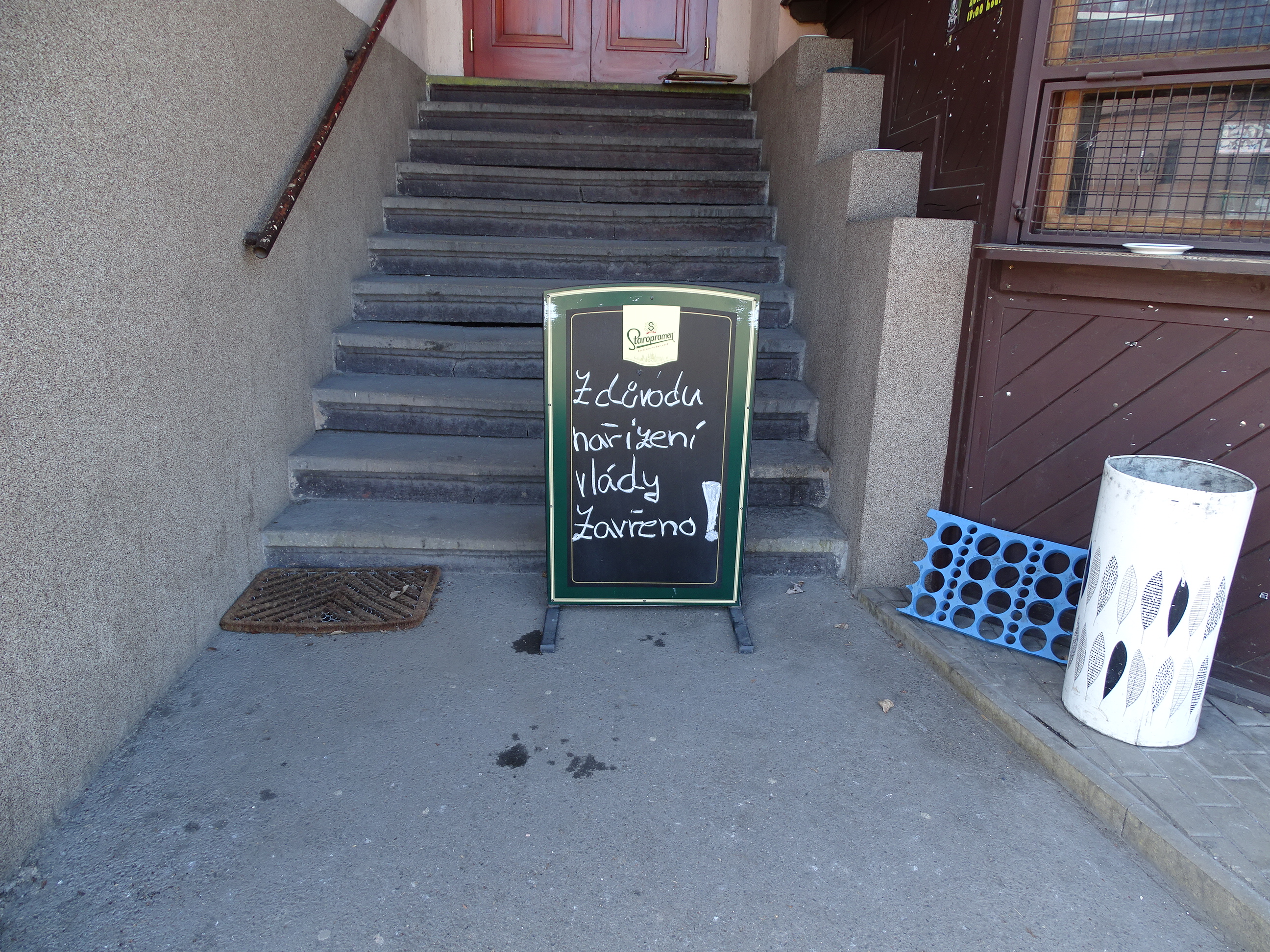
Od 14. března byl zaveden zákaz pobytu v restauračních zařízeních
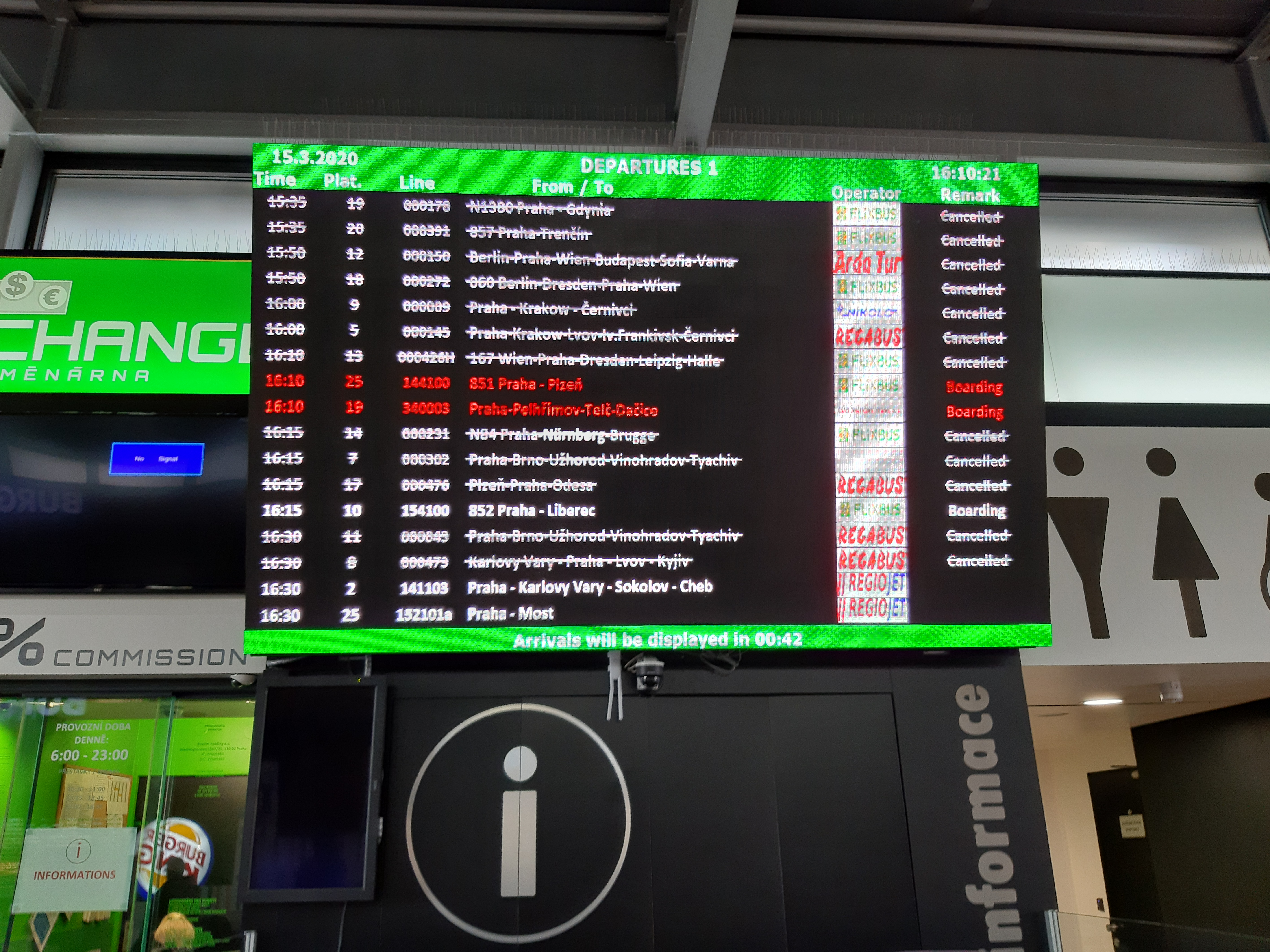
15. března byly všechny jízdy za hranice ČR zrušeny (ÚAN Praha-Florenc)
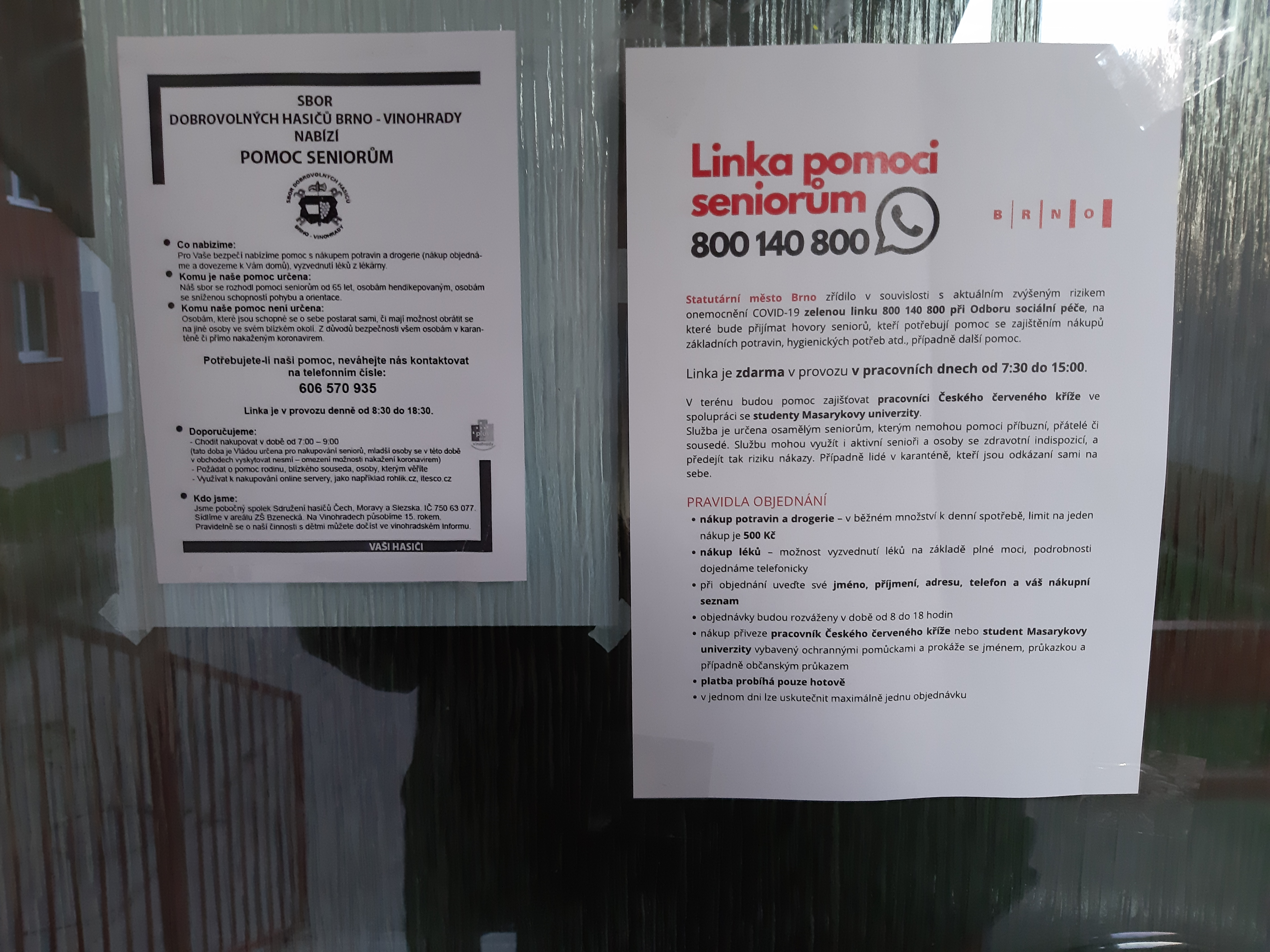
Dobrovolní hasiči Brno-Vinohrady nabízejí pomoc seniorům v době pandemie (ofoceno 23. března 2020)
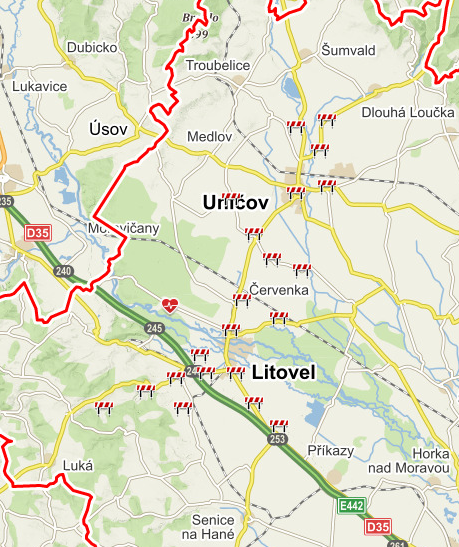
Vyznačení obcí dotčených uzavřením 16.–29. března 2020
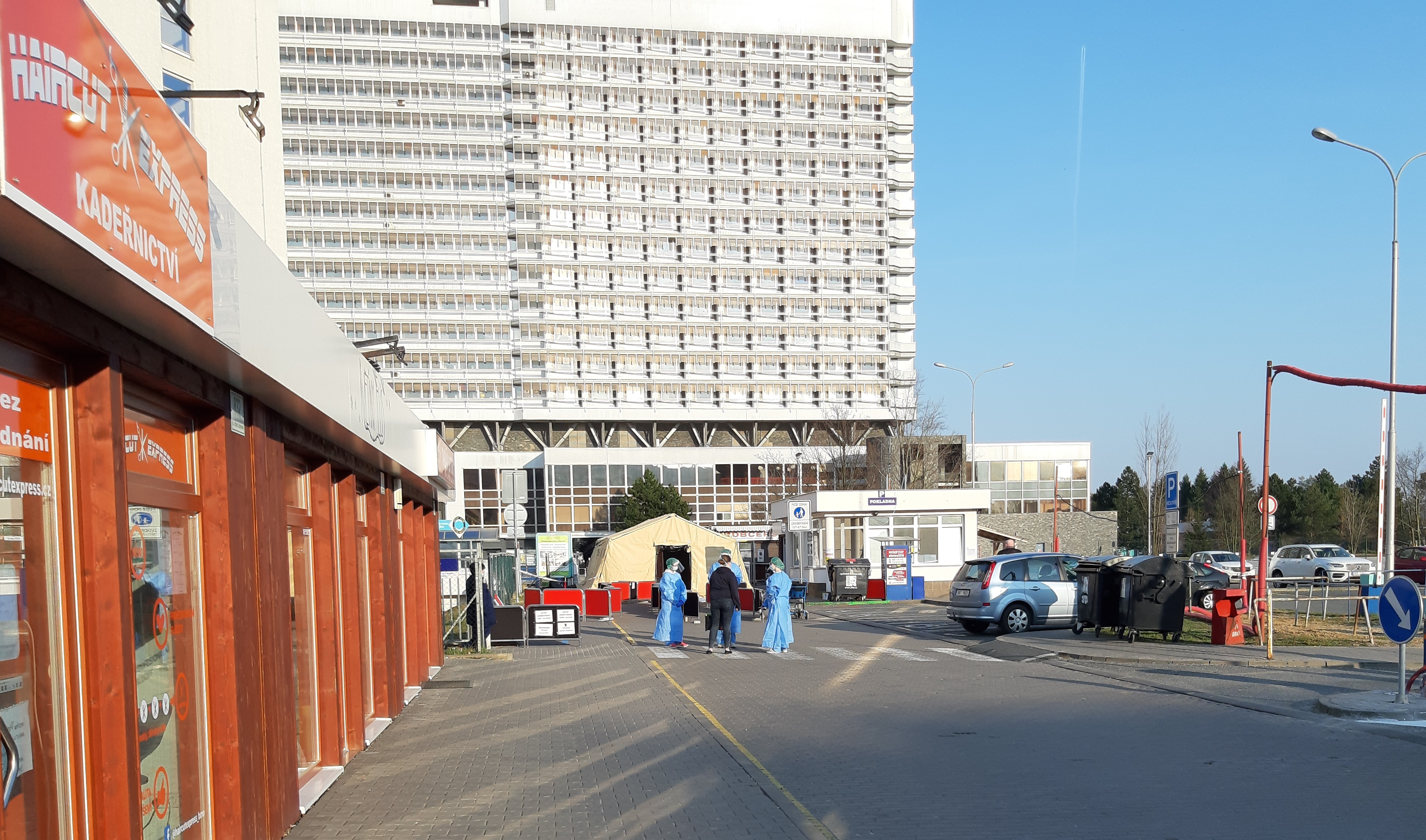
Vstup do Nemocnice Bohunice v Brně v době pandemie.
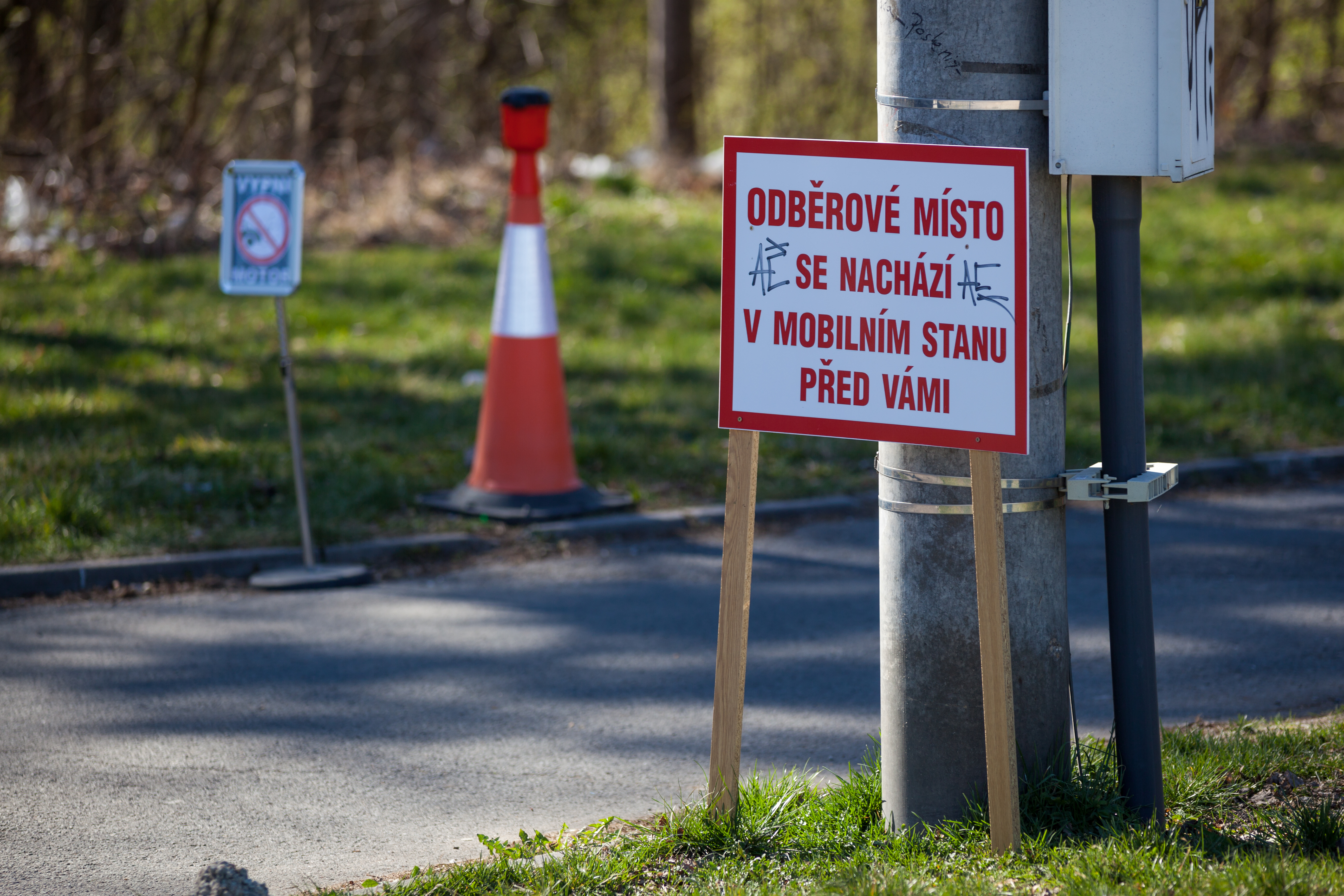
Cedule vedoucí k odběrovému místu v Karviné (duben 2020)
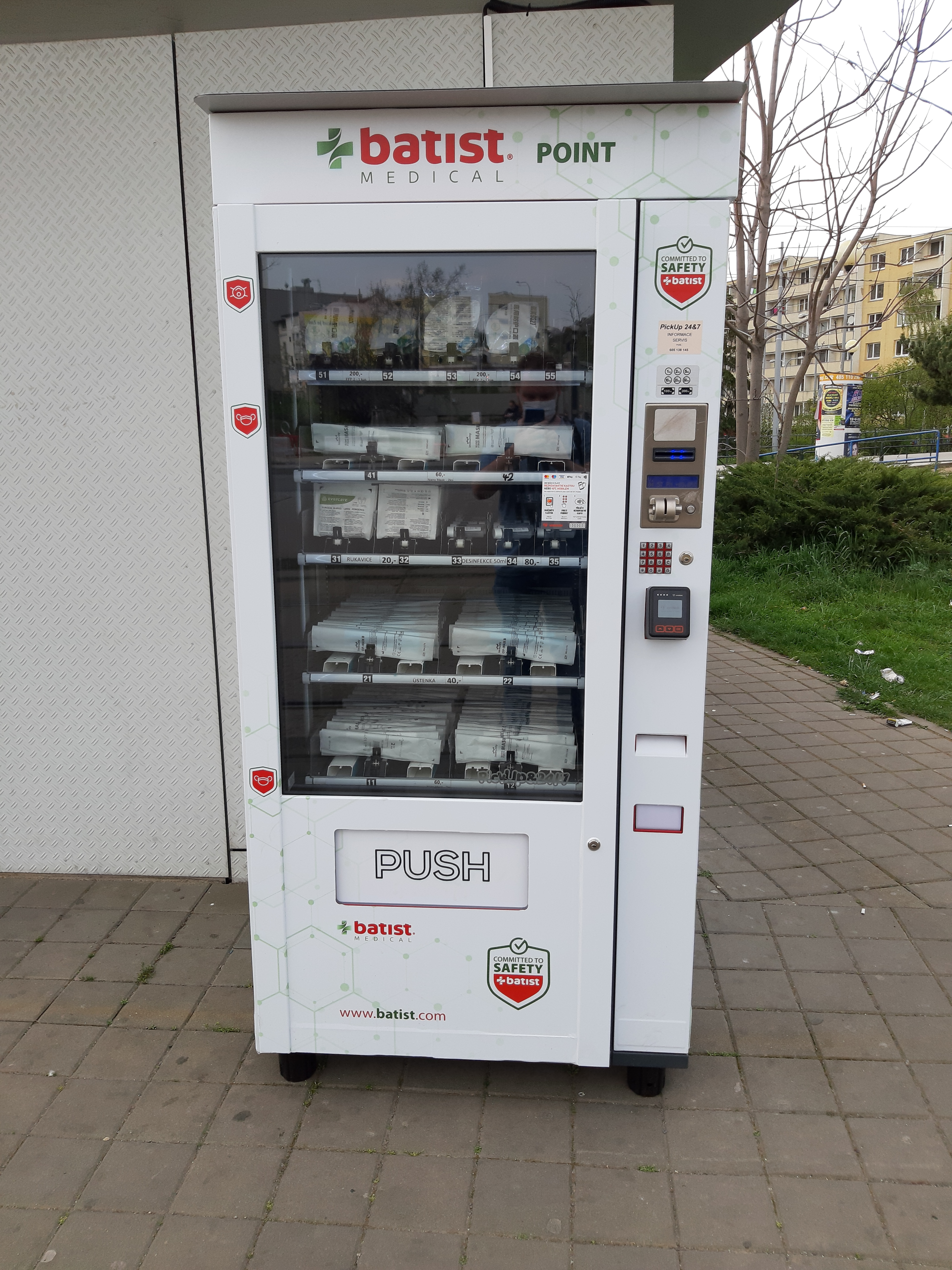
Automat na roušky umístěný na Staré osadě v Brně (duben 2020)
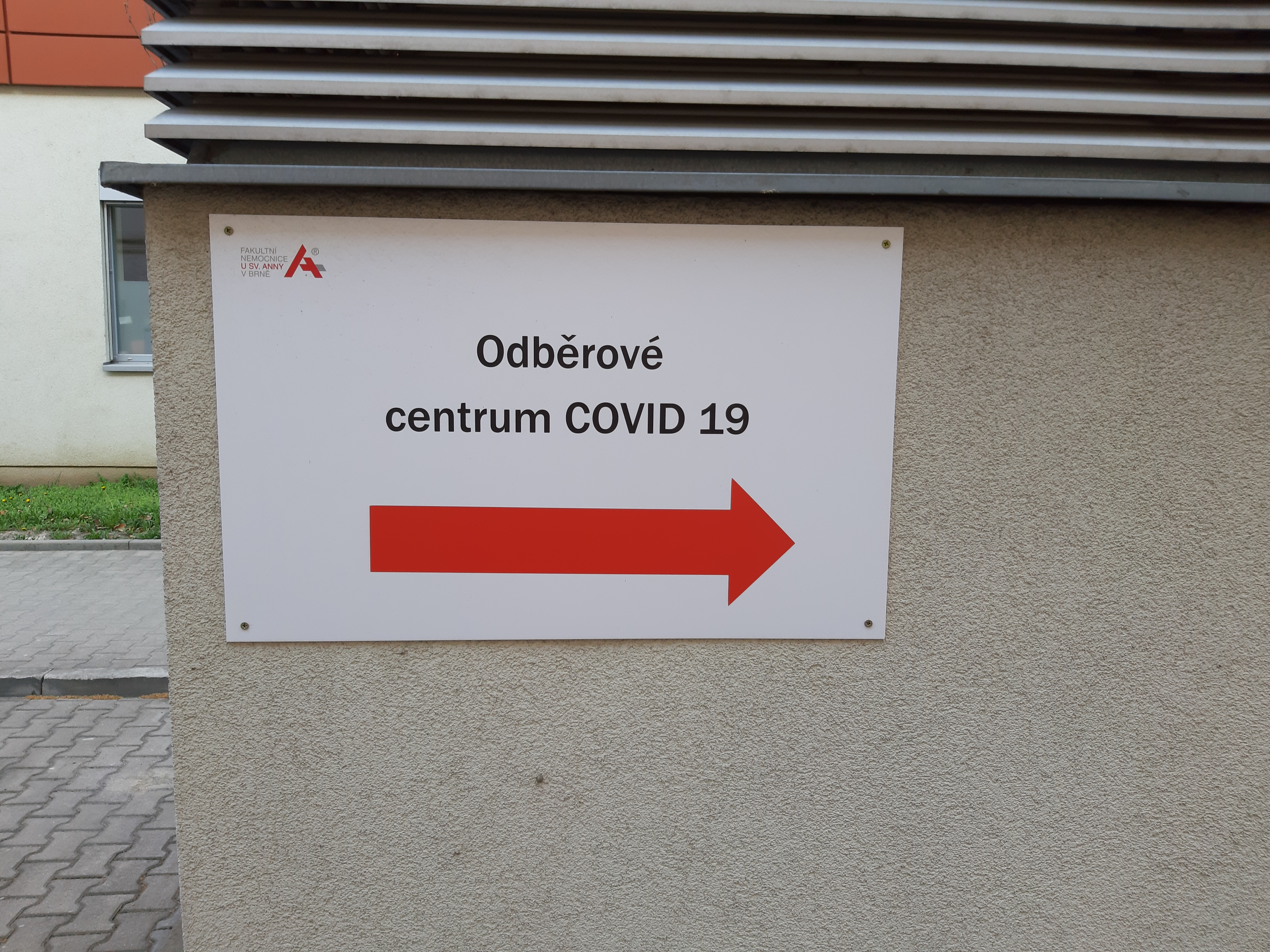
Fakultní nemocnice u sv. Anny v Brně
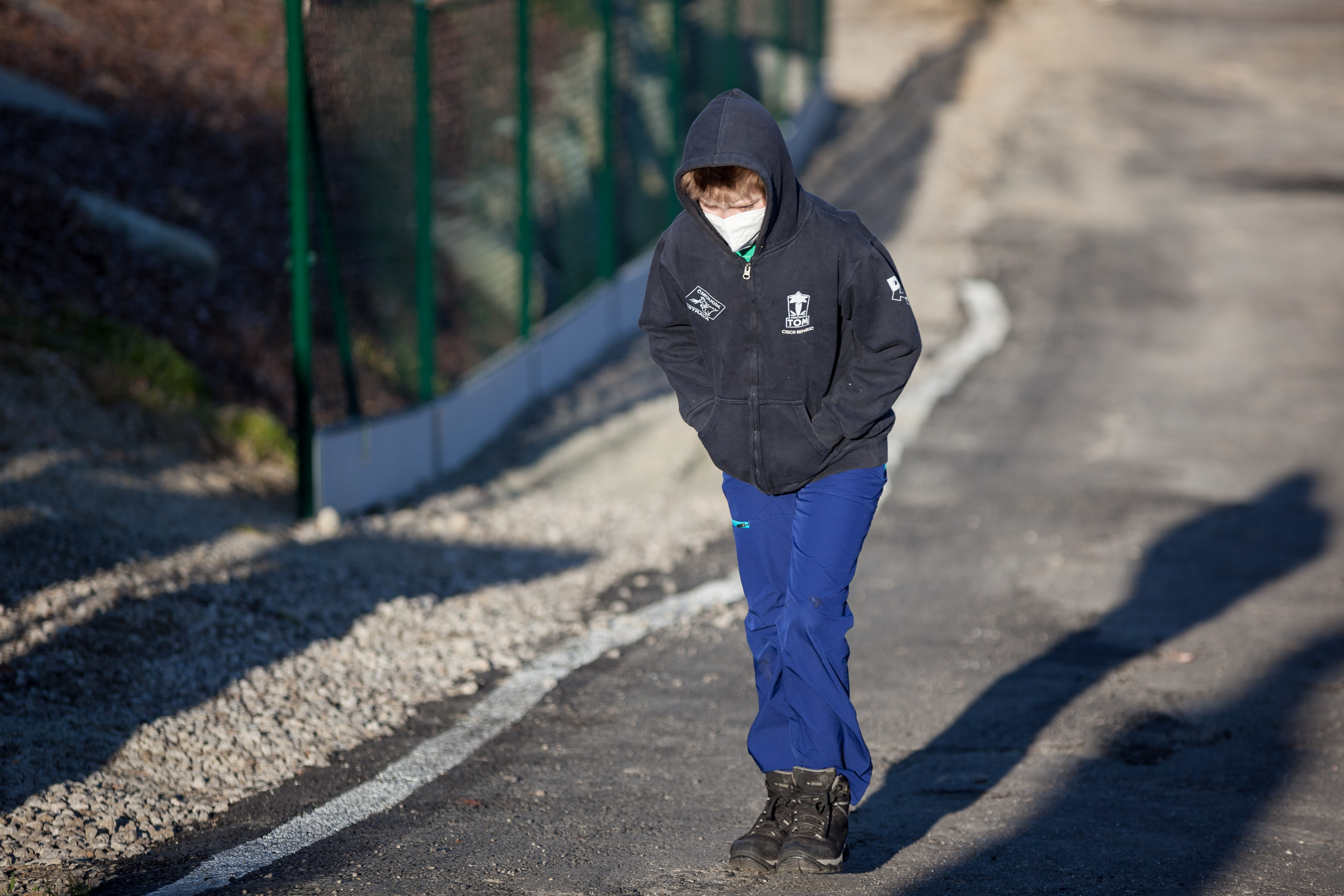
Dítě s rouškou na ulici v Orlové (7. dubna 2020)
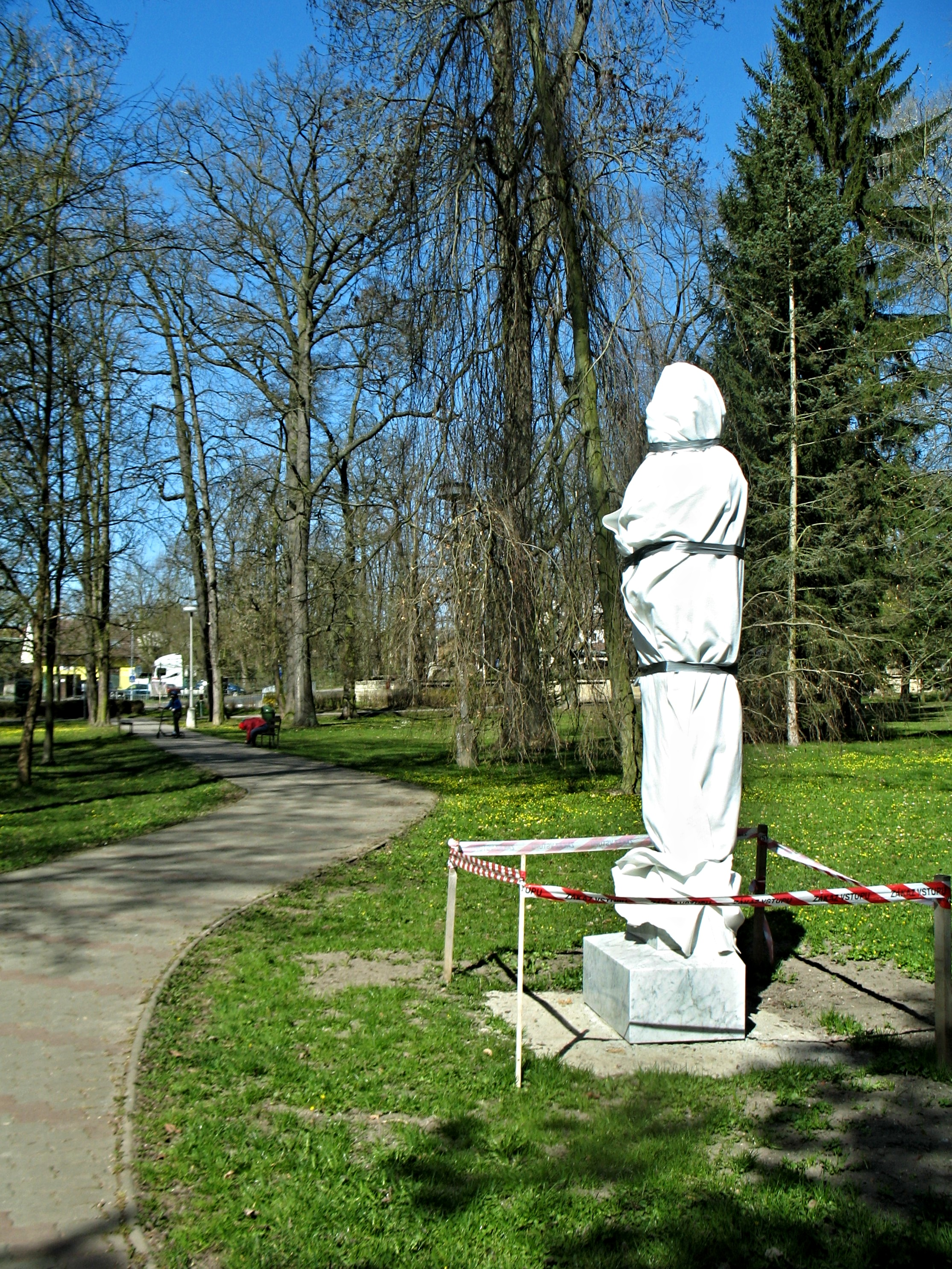
Socha malíře Eduarda Steffena, která měla být odhalena v českolipském parku 20. března 2020
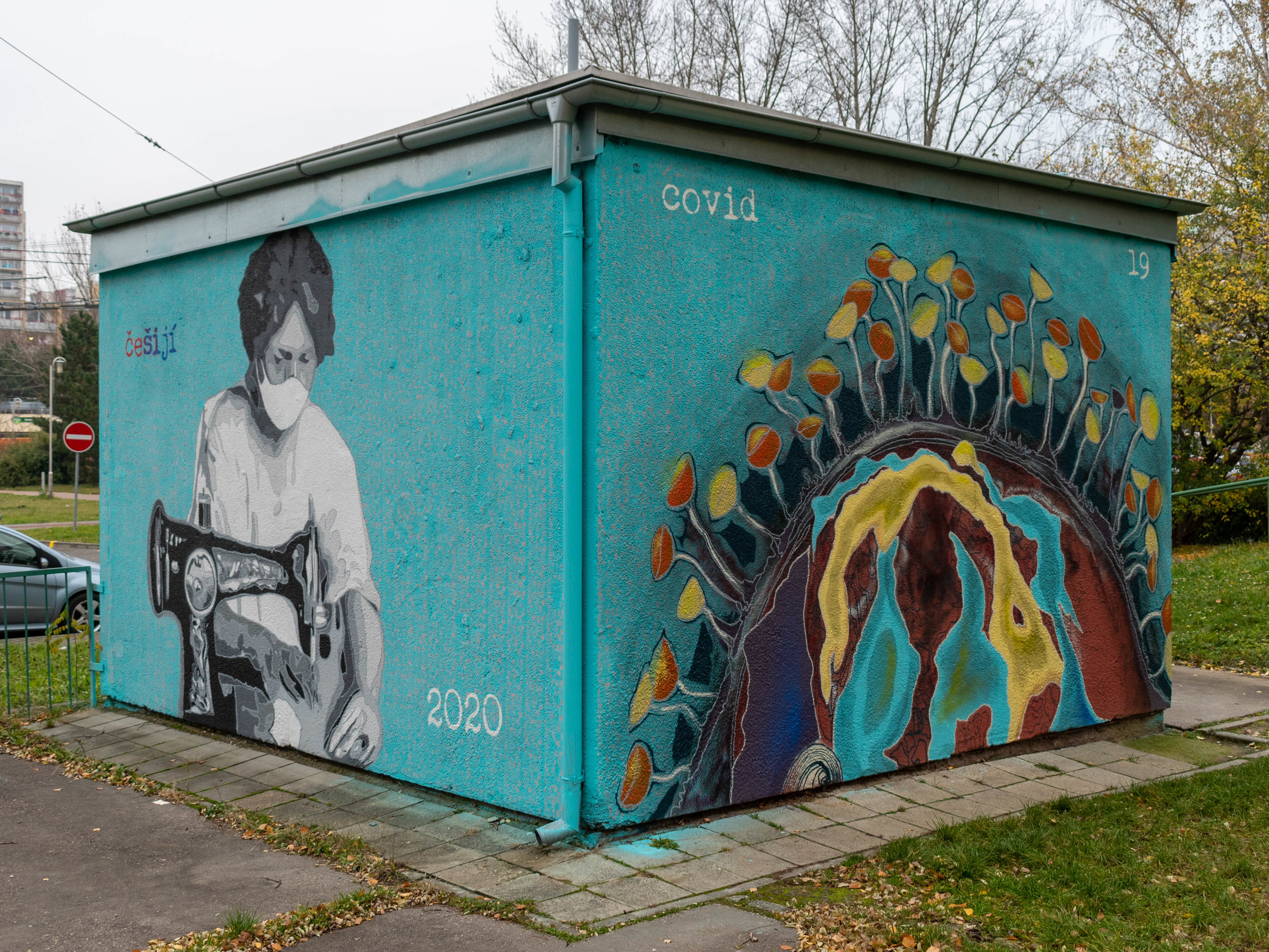
Streetartová malba na brněnských Vinohradech zobrazující šití roušek a vir SARS-CoV-2

### Duben 2020
Velmi mírný průběh pandemie do této doby umožnil stanovení harmonogramů uvolňování, které byly průběžně zkracovány a zpřesňovány.
1. dubna byla oznámena příprava testování reprezentativního vzorku populace na protilátky covidu-19. Testování začalo 23. dubna v Praze, Brně a Litoměřicích, od 24. dubna v Olomouci, Litovli a Uničově. Do konce dubna nebyly výsledky studie publikovány.
7. dubna schválila Poslanecká sněmovna vládě prodloužení nouzového stavu do 30. dubna 2020. Dne 20. dubna došlo k prvnímu ze čtyř uvolnění karanténních opatření podle Harmonogramu uvolňování podnikatelských a dalších činností. Jednalo se např. o znovuotevření řemeslnických provozoven či farmářských trhů. Dne 24. dubna vydala vláda revidovaný Harmonogram uvolnění podnikatelských činností, který byl oproti předchozí verzi o dva týdny zkrácen s konečným datem 25. května 2020. Rozvolnění ve školách, školských zařízeních a v oblasti sociálních služeb zůstala plánována do konce června.
14. dubna 2020 nabyl účinnosti nový zákon o moratoriu (č. 177/2020 Sb.), jehož účelem byl odklad splátek úvěrů, peněžitých zápůjček nebo obdobných finančních služeb. Úvěrové moratorium umožnilo odklad splátek o tři nebo šest měsícům tedy do 31. července, maximálně však do 31. října 2020. Zákon o moratoriu platí pro všechny úvěrující, kteří jako podnikatelé poskytovali úvěry. V případě nespokojenosti s přístupem bank měli občané svůj podnět adresovat ombudsmanům bank či neziskovým organizacím.
28. dubna pražský městský soud zrušil opatření Ministerstva zdravotnictví související s pandemií a vydaná podle zákona o ochraně veřejného zdraví. 
Vláda poté požádala o prodloužení nouzového stavu, aby zrušená opatření mohla být přijata v jeho rámci. Poslanecká sněmovna schválila prodloužení nouzového stavu do 17. května 2020.
29. dubna bylo oznámeno, že tzv. chytrá karanténa zahájí svou ostrou fázi 1. května. S platností od 11. května byl např. oznámen dobrovolný návrat žáků 9. tříd do škol, kvůli přípravě na přijímací zkoušky na střední školy, a provoz divadel, kin apod. do 100 diváků.

### Květen 2020
Na přelomu dubna a května začal počet zotavených z covidu-19 trvale převyšovat počet aktivních případů.
Dne 11. května byly povoleny hromadné akce s účastí do 100 osob. Otevřena kadeřnictví, provozovny v nákupních centrech nad 5000m2 a provozovny nad 2500m2 mimo nákupní centra. Dne 25. května došlo k otevření vnitřních prostorů např. kaváren, restaurací, zoologických zahrad, hradů a zámků. Povoleny hromadné akce do účasti 300 osob (ve vnitřních i venkovních prostorech). Opatření Vlády ČR se týkala omezení volného pohybu, vstupu do České republiky a opatření na vzdušné hranici, v oblasti maloobchodu a služeb, v oblasti školní docházky, v sociální oblasti, v oblasti zdravotnictví a vězeňské služby.
Ke konci měsíce odešel bývalý náměstek ministra zdravotnictví Roman Prymula, jak už v polovině května 2020 oznámil.

### Červen a červenec 2020
Na počátku léta 2020 došlo k opětovnému zvýšení počtu nakažených onemocněním covid-19.
Podle epidemiologa Romana Prymuly a dalších odborníků byl tento nárůst způsoben především důkladnějším testováním a neznamenal příchod druhé vlny pandemie. Počet nakažených vyžadujících hospitalizaci zůstal i nadále nízký (131 hospitalizovaných, z toho asi 10 vážných případů vyžadujících plicní ventilaci nebo mimotělní oběh, oproti 436 hospitalizovaným, z toho zhruba 100 pacientů ve vážném stavu, v době vrcholící epidemie v polovině dubna). Počet aktuálně nakažených pak rychle stoupal.
Ústav zdravotnických informací a statistiky 26. července zveřejnil opravu vlastních statistik počtů zotavených a aktuálně nemocných osob, a to zpětně až do května. Důvodem ke změně oficiálních statistik bylo, že hygienici prý několik týdnů nestíhali vyřadit z evidence již uzdravené osoby. Počet aktuálně nakažených tak byl snížen z 5 254 na 3 479.
Premiér Andrej Babiš zřídil 27. července Radu vlády pro zdravotní rizika. Ta podle něj měla jako hlavní čelit epidemii koronaviru. Postavil se do jejího čela a sám prohlásil, že přebírá veškerou zodpovědnost za to, co bude následovat - v dobrém i zlém.

### Srpen 2020
Na začátku září počet nakažených v Česku znovu přesáhl hranici pěti tisíc (předchozí překročení této hranice bylo anulováno úpravou oficiálních statistik). Dne 17. srpna 2020 bylo oznámeno, že od 1. září 2020 bude v Česku platit povinnost nosit roušky ve veřejných vnitřních prostorách, v prostředcích dopravy a na vnitřních hromadných akcích. Toto opatření bylo 19. srpna nadále zpřísněno, roušky se měly nosit od 1. září například také v kadeřnictvích a restauracích. Předpokládalo se, že opatření budou trvat do března 2021. Dne 20. srpna ale byla oznámena mírnější pravidla, jako že roušky budou od září povinně všude na úřadech a orgánech veřejné správy, ve zdravotních a sociálních zařízeních a všude ve veřejné dopravě.
| „                              | To, že nejsou povinné roušky v budovách, to, že jsou povolený docela velký shromáždění lidí, to je hloupost. To bylo opravdu politické rozhodnutí, které se nám velice vymstí. | “ |
| — Jaroslav Flegr, 3. září 2020 | |   |

Dne 24. srpna bylo oznámeno, že epidemiolog Rastislav Maďar skončil v pracovní skupině ministra zdravotnictví. O svém rozhodnutí již v pátek 21. srpna informoval ministra zdravotnictví Adama Vojtěcha.
Dne 28. srpna hygienici zařadili Prahu do oranžového, tedy druhého stupně rizika nákazy koronavirem. Budou tak povinné roušky na letišti Václava Havla. Školám následně bylo doporučené nošení roušek na jejich společných prostorách, stále nebyly povinně zavedené. Do prvního stupně, zelené barvy, hygienici zařadili 4 okresy: Kolín, Příbram, Žďár nad Sázavou a Brno-město.

### Září 2020
Epidemiolog Roman Prymula na začátku září uvedl, že Česko by mělo mít od října rychlejší test na koronavirus ze slin. Výsledek by byl zhruba za 45 minut. Do zelené barvy, prvního stupně, hygienici zařadili nově 8 okresů: Hodonín, Beroun, Kladno, Mělník, Praha-východ, Praha-západ, Třebíč a Blansko. Ze zelené zóny naopak oproti minulému týdnu vypadly okresy Žďár nad Sázavou a Brno-město, riziko nákazy je v nich nyní podle hygieniků zanedbatelné stejně jako ve zbylých částech ČR.
Dne 9. září byla zavedena v Praze povinnost roušek v obchodech a nákupních centrech. Od půlnoci do šesté hodiny ranní jsou uzavřené provozovny stravovacích služeb, včetně barů a nočních klubů.
Od 10. září museli lidé nosit roušky ve vnitřních prostorách budov po celém Česku. Oznámil to ministr zdravotnictví Adam Vojtěch ve středu 9. září. Mimořádné opatření Ministerstva zdravotnictví vymezuje řadu výjimek z této povinnosti obdobně jako na jaře, a to např. u osob s postižením intelektu či poruchou autistického spektra, u dětí do dvou let, v případě škol budou roušky povinné všude kromě samotných tříd. V tento den také přibylo 1 382 nových případů koronaviru, do tohoto dne nejvíce od začátku epidemie v ČR.
Evoluční biolog a parazitolog Jaroslav Flegr 11. září uvedl coby možný počet v budoucnu na covid-19 zemřelých v Česku 50 000 úmrtí, což při populaci 10,69 milionu dává 4 677 zemřelých na milion obyvatel. Pro srovnání, nejvyššího počtu v Evropě dosáhla Belgie s 868 zemřelými na milion obyvatel, nepočítáme-li velmi malé státy jako San Marino.
Dne 13. září Roman Prymula v Otázkách Václava Moravce uvedl, že probíhá druhá vlna epidemie. Také dodal, že Česko je třetí nejzasaženější zemí EU.
Ministr zdravotnictví Adam Vojtěch 17. září oznámil, že se v brzké době dál zpřísní opatření proti epidemii. Povinnost nošení roušek se může vrátit i venku, dál se mohou omezit kapacity vnitřních akcí, například ze 100 na 50 lidí. Rovněž se mohou omezit sociální kontakty zajištěním rozestupů, například v restauracích.
Dne 18. září hygienici zařadili Prahu do červeného, tedy třetího a nejvyššího stupně rizika nákazy koronavirem. Od šesti večer začal v Praze platit zákaz návštěv v nemocnicích a sociálních zařízeních. Hygienici ve Středočeském kraji rozhodli, že od pondělí budou povinné roušky na hromadných venkovních akcích, kde bude ve stejný čas více než 100 lidí. Výjimky se opět vztahují na děti do dvou let, osoby se sníženým intelektem, atd.
Od 21. září byla na vysokých školách v Praze zavedena distanční výuka s výjimkou praktické výuky. V Praze a Středočeském kraji je povinnost nosit ochranu úst a nosu i venku. Žádný okres v Česku už nemá na koronavirovém semaforu bílou barvu, která znamená nulové nebo zanedbatelné riziko nákazy.
Ministr zdravotnictví Adam Vojtěch oznámil 21. září na tiskové konferenci svoji rezignaci. Jako důvod uvedl potřebu nalézt nový impuls v boji proti pandemii. Novým ministrem zdravotnictví se týž den stal Roman Prymula.
Dne 25. září ministerstvo vydalo aktualizaci tzv. koronavirového semaforu. Většina okresů je nyní oranžová, což značí druhý stupeň rizika. Praha zůstává červená, tedy třetí a nejvyšší stupeň, zhruba 20 okresů je zelených v prvním stupni.
Dne 30. září vláda vyhlásila na území České republiky nouzový stav od 5. října 2020 na dobu 30 dnů.

### Říjen 2020
Dne 2. října hygienici zařadili do červené barvy, třetího a nejvyššího stupně, nově 3 okresy: Praha-západ, Praha-východ a Uherské Hradiště. V tento den také přibylo 3 793 nových případů koronaviru, do tohoto dne nejvíce od začátku epidemie v ČR.
Od 5. října se uzavřely střední školy v oranžových a červených okresech, ale jen na 14 dní. Mateřské a základní školy pokračovaly v prezenční výuce. Pro vysoké školy nadále platí dosavadní nařízení hygieniků, kteří jim v regionech s vyšším rizikem nákazy nařídili výuku na dálku.[zdroj?] Od pondělí také začal platit na dobu 30 dnů na území České republiky nouzový stav.
Od 9. října se vláda rozhodla na 14 dní zavřít posilovny, fitness centra, vnitřní bazény, koupaliště a zoologické zahrady. Restaurace a hospody byly od tohoto dne otevřené jen do osmi hodin večer a u stolů směli sedět maximálně čtyři lidé, v jídelnách a obchodních centrech jen dva. Ministerstvo zdravotnictví aktualizovalo koronavirový semafor. Červenou barvu, třetí a nejvyšší stupeň, měly aktuálně: Středočeský, Jihomoravský, Zlínský a Královéhradecký kraj. Nadále v červené barvě figurovalo hlavní město Praha. V oranžové barvě, druhém stupni, bylo zařazeno již 9 krajů. Konkrétně šlo o tyto kraje: Vysočina, Karlovarský, Ústecký, Pardubický, Plzeňský, Moravskoslezský, Liberecký, Olomoucký a Jihočeský kraj. V tento den také přibylo 8 618 nových případů koronaviru, což byl nejvyšší počet od začátku epidemie v České republice.
Dne 12. října se vláda rozhodla na 14 dní zavřít divadla a kina. Od středy 14. října nebylo možné na jednom místě, až na přesně specifikované výjimky, shromáždit se v počtu více než šesti osob. Od téhož dne byly zcela uzavřeny i základní školy, družiny a školské kluby. Mateřské školky zůstaly pro děti otevřené.
Dne 13. října vystoupil ministr zdravotnictví Roman Prymula s televizním projevem, který sledovaly 3 miliony diváků. Omluvil se za špatnou přípravu boje proti druhé vlně koronaviru a představil své tři pilíře zpřísněných opatření proti dalšímu šíření epidemie. Týkají se nemocnic, testování a komunikace. Pro pacienty s covidem-19 a neodkladnou péčí má být vyčleněno až 10 000 nemocničních lůžek, vznikne systém pro sdílení zdravotnického personálu a kapacit pro stabilizované pacienty. Bude zavedeno plošné testování české populace pomocí antigenních testů, do kterého budou zapojeni praktičtí lékaři, nemocnice i speciální odběrová místa. Ministr chce zlepšit komunikaci, klást důraz na srozumitelné vysvětlování opatření. Prymula dále obhajoval nutnost rychlého zavření škol a restaurací, omezení shromažďování na šest osob a zákaz pití alkoholu na veřejnosti. Opatření budou zmírněna, až reprodukční číslo klesne pod 0,8. Návrat dětí z prvního stupně do škol bude podle něj bez dalších podmínek 2. listopadu 2020. Projev byl natočen v aule ministerstva, za ministrem na schodech stáli ředitelé fakultních nemocnic.
Prezident Miloš Zeman promluvil 16. října k občanům. Žádal je, aby nenaslouchali kritikům vládních opatření a aby věřili odborníkům. Za „jedinou zbraň“ označil nošení roušek. Za celý den přibylo rekordních 11 105 případů.
Od 21. října byla zavedena povinnost roušek, pokud budou lidé od sebe blíže než 2 metry, a v autě. Výjimku mají rodiny nebo lidé při sportování. V pondělí to po jednání vlády uvedl ministr zdravotnictví Roman Prymula. V tento den také přibylo 14 968 nových případů koronaviru, do tohoto dne nejvíce od začátku epidemie v ČR. Od 22. října začala v ČR platit částečná uzávěra, tedy uzavření vybraných provozoven, částečné omezení vycházení a sdružování.
V noci na 22. října 2020 byl Roman Prymula vyfotografován jak vychází z pražské vyšehradské restaurace Rio's, která měla být vzhledem k opatřením souvisejícím s pandemií onemocnění covid-19 uzavřená. Dne 23. října jej po zveřejnění informací v tisku opoziční politici a členové vlády vyzvali k rezignaci.
Od 28. října začal platit zákaz nočního vycházení mezi devátou hodinou večerní a pátou hodinou ranní. Původně měl platit 3. listopadu. Zákaz se nevztahuje na čerpací stanice, lékárny nebo prodejny v místech zvýšené koncentrace cestujících, jako jsou letiště, železniční stanice nebo autobusová nádraží. V neděli nově platí zákaz maloobchodního prodeje, ve všední dny musí obchody zavírat už v osm hodin večer. Vláda zakazuje také prodej na tržištích, výjimku ale mají farmářské trhy. Firmy podle doporučení měly přejít na práci z domova tam, kde je to možné. Výjimky platí mimo jiné pro cesty do zaměstnání, výkon povolání, neodkladné cesty kvůli ochraně života, zdraví a majetku, ale také pro venčení psů ve vzdálenosti do 500 metrů od bydliště. Úplně uzavřeny jsou sázkové kanceláře. Květinářství jsou sice otevřená, budou moci v nich být ale maximálně dva zákazníci najednou.
Dne 29. října jmenoval prezident Miloš Zeman v Lánech nového ministra zdravotnictví Jana Blatného. Ten uvedl, že virus způsobující onemocnění covid-19 je ze stejné kategorie jako chřipka, avšak mnohem závažnější.

### Listopad 2020

Mapa krajů označených tzv. stupni pohotovosti (jak platila v prosinci 2020)

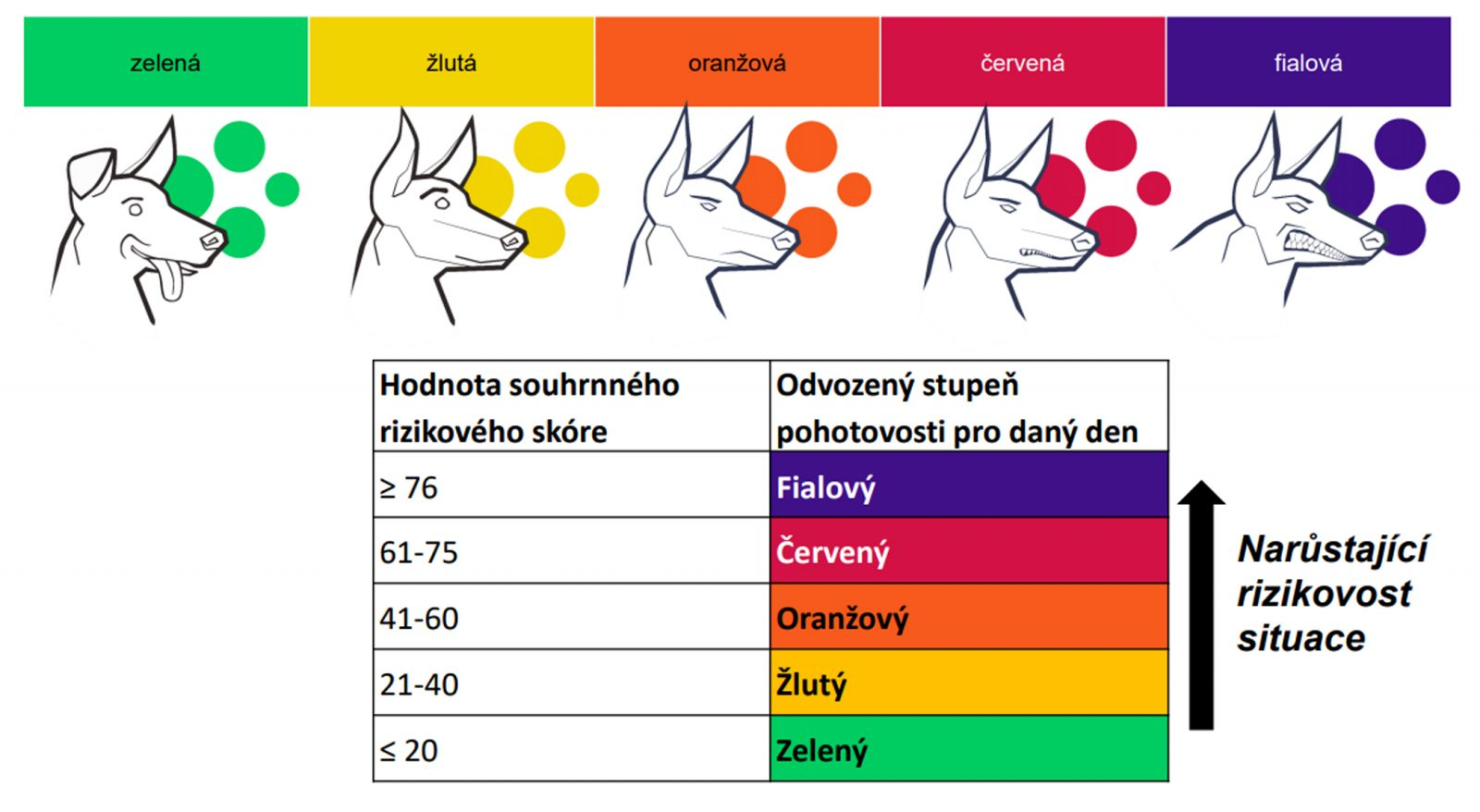
Protiepidemický systém (PES) vydaný ministerstvem zdravotnictví

K 1. listopadu mělo Česko nejvíce úmrtí za uplynulý týden v přepočtu na počet obyvatel na celém světě, ze všech zemí.
4. listopadu přibylo 15 729 nových případů koronaviru, do tohoto dne nejvíce od začátku epidemie. Zároveň podíl pozitivních testů byl téměř 35 procent, což byla dosud nejvyšší hodnota od začátku epidemie v ČR.
6. listopadu došlo k poslední aktualizaci systému čtyř stupňů pohotovosti (alias "Koronavirového semaforu" či "Semaforu").
13. listopadu představil ministr zdravotnictví Jan Blatný nový protiepidemický systém (PES). Jeho rizikové skóre mělo být zveřejňováno na webu ministerstva zdravotnictví každý den. Systém podle čtyř epidemických parametrů měl obsahovat rizikové skóre na škále 0 až 100. Tímto číslem se buď celé Česko, nebo každý kraj měl zařadit do jednoho z pásem, která určují jednotlivá opatření pro většinu oblastí života.
Od 18. listopadu platilo v obchodech omezení počtu lidí. Jedna osoba pro sebe musela mít prostor 15 metrů čtverečních. Nařízení bylo součástí nového protiepidemického systému (PES). 
Současně se do základních škol vrátili žáci prvních a druhých ročníků. Zrušeny však byly hodiny tělesné výchovy a zpěvu.
Dne 19. listopadu bylo oznámeno, že se žáci závěrečných ročníků středních škol vrátí do škol 25. listopadu a 30. listopadu se vrátí žáci 2. stupně.
Během nedělního jednání 29. listopadu vlády ČR bylo rozhodnuto o snížení protiepidemického systému z 4. stupně na třetí s účinnosti od čtvrtka 3. prosince. 

### Prosinec 2020
Celkový počet pacientů zotavených po nákaze nemocí covid-19 byl počátkem prosince 455 000, potvrzených případů bylo více než půl milionu. Tato čísla však silně zkresluje odhad, že dvě třetiny lidí, kteří prodělali příznaky nemoci nebo byly v kontaktu s nakaženou osobou se žádnému testování nepodrobily. Lidí, kteří onemocněli, tak může být ve skutečnosti kolem 1,5 milionu, podle některých odhadů, zahrnujících i zcela bezpříznakové jedince, může být v populaci až mezi 4-5 miliony lidí, kteří už nemoc prodělali.
Po jednání vlády dne 10. prosince bylo oznámeno, že bude nouzový stav prodloužen do 23. prosince. Taktéž bylo oznámeno, že ČR pošle ochranné pomůcky Bělorusku, Černé Hoře, Kosovu a Ukrajině za 17,3 milionu Kč.
14. prosince po jednání vlády České republiky bylo oznámeno, že dojde ke zvýšení protiepidemického systému ze 3. stupně na čtvrtý s účinností od pátku 18. prosince. Otevřeny ale zůstaly všechny obchody a služby.
Od 16. prosince mají účastníci veřejného zdravotního pojištění možnost nechat se na vybraných místech a ordinacích zdarma otestovat antigenními testy na nákazu virem SARS-CoV-2.
Dne 20. prosince ministerstvo zdravotnictví České republiky oznámilo, že s účinností od 21. prosince ruší Česká republika všechny lety ze Spojeného království do země. Důvodem je nový kmen koronaviru, který se zde objevil.
23. prosince po jednání vlády České republiky bylo oznámeno, že dojde ke zvýšení protiepidemického systému ze 4. stupně na pátý s účinností od neděle 27. prosince. Jsou otevřeny jen potraviny, lékárny a drogerie. Velké obchody nesmí prodávat sortiment uzavřených obchodů. Dne 27. prosince začalo očkování proti covidu-19.
Za středu 30. prosince přibylo v Česku 17 042 pozitivních případů, nejvíc od začátku epidemie. Rekordní je také podíl pozitivních případů na počet testů, činí 52 %.

### Leden 2021

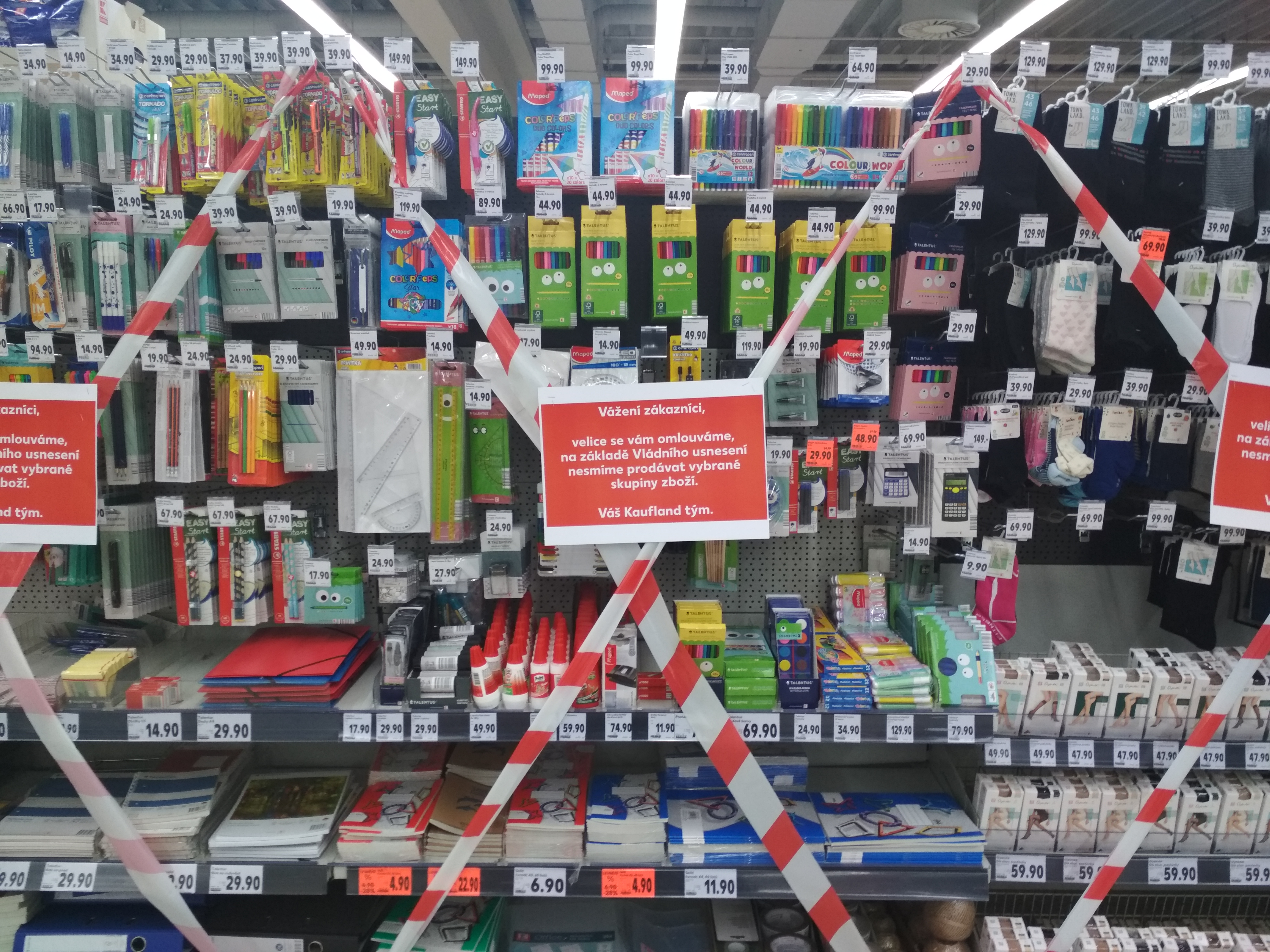
Zákaz prodeje zboží nesloužící základním potřebám, Kaufland Kadaň, leden 2021

Dne 1. ledna přibylo 3442 nových případů koronaviru. Při přepočtu na jeden milion obyvatel činí v Česku na počátku ledna sedmidenní průměr denního přírůstku nakažených 932, což je vůbec nejhorší bilance ze všech zemí na světě, k 5. lednu stouplo toto číslo na 965. Jsou nové rekordy denních přírůstků a mluví se o 3. vlně.
K 15. lednu bylo v Česku oficiálně evidováno 874 605 nakažených a 14 029 úmrtí. Celkový počet nakažených však nezahrnuje pacienty, kteří se nepodrobili testování a kumulativní incidence onemocnění je podle různých odhadů 1,5 až 3 miliony.
15. ledna byl spuštěn registrační a rezervační web pro očkování pro seniory nad 80 let. Kvůli velkému zájmu ale systém záhy spadl. Ještě ten den ale přibyly termíny na očkování a rezervační web se opět rozjel.
Dne 21. ledna schválila Poslanecká sněmovna prodloužení nouzového stavu do 14. února 2021.
Dne 23. ledna ministr zdravotnictví Jan Blatný oznámil, že pouze u 30 % evidovaných obětí pandemie je covid-19 přímou příčinou úmrtí. U 10 % pak nebyla prokázána žádná souvislost. U zbylé části byla příčinou úmrtí kombinace covidu-19 s dalšími závažnými nemocemi. Toto prohlášení bylo kritizováno jak částí opozice, tak vládními představiteli v čele s Andrejem Babišem a Janem Hamáčkem. Ke kritice se přidal i prezident České lékařské komory Milan Kubek. Blatného prohlášení bylo zpochybněno také demografkou Dagmar Dzúrovou na základě dat o počtu úmrtí v porovnání s předchozími roky. Naopak předseda SPD Tomio Okamura ministrův výrok podpořil.
V noci z 23. na 24. ledna došlo k podobné situaci jako v říjnu 2020 v restauraci Rio's. Politik Petr Benda, bývalý český premiér Jiří Paroubek, bývalý hokejista, poslanec a předseda Národní sportovní agentury Milan Hnilička, bývalý hokejista, poslanec a místopředseda Rady ČT Jiří Šlégr a ředitel Policie ČR pro Liberecký kraj Vladislav Husák společně byli v hotelu Prince de Ligne v Teplicích, kdy porušili epidemiologická platná opatření dle 5. stupně PES: povinnost zakrývat dýchací cesty, zákaz nočního vycházení mezi 21.–5. hodinou, účast pouze dvou osob na hromadných akcích, ubytování v hotelech jen pro účely výkonu povolání nebo podnikání (stále platila povinnost nosit roušku ve všech vnitřních prostorech), poskytování stravy ubytovaným (povoleno jen v době mezi 5.–21. hodinou).

### Únor 2021
Dne 3. února překročil počet potvrzených případů v Česku 1 000 000 nakažených.
Dne 11. února Poslanecká sněmovna neprodloužila nouzový stav. Stejného dne rozhodla vláda České republiky o uzavření okresů Cheb, Sokolov a Trutnov. Na veřejných místech bylo povinné nosit respirátor a chirurgické masky a nebylo možné z těchto okresů vycestovat.
Dne 14. února vláda prodloužila na žádost hejtmanů nouzový stav o 14 dní, tedy do 28. února.
Dne 19. února ministerstvo zdravotnictví ČR nařídilo na místech s větší koncentrací lidí, například v obchodech či v MHD, nošení respirátorů, nanoroušek či dvou chirurgických masek. Původně mělo být opatření platné od pondělí 22. února, nakonec se ale tento termín odsunul.
Světová zdravotnická organizace prezentovala, že problémem nadprůměrného šíření v ČR bylo bezohledné nedodržování protiepidemických opatření. Důvodem mohla být také pokračující pandemická únava veřejnosti a rychleji se šířící britská varianta koronaviru.
Dne 22. února vláda přestala uznávat a doporučovat látkové roušky (tj. včetně doma dělaných) jako ochranný prostředek. S platností od čtvrtka 25. února je na veřejnosti a v uzavřených prostorech nutné nosit respirátor třídy FFP2 nebo vyšší (nebo obdobný). Dočasně bylo povoleno užití dvou chirurgických roušek (ústenek) najednou.
Dne 23. února Izrael daroval Česku 5 000 vakcín Moderna proti covidu-19.
Vláda měla v úmyslu otevřít školy pouze v případě pravidelného testování žáků. Antigenní testy od čínského výrobce Lepu Medical má dodat neprůhledná firma Tardigrad International Consulting (TIC), kterou jako s.r.o. s vkladem 1 000 Kč zastupuje jednatelka Monika Jírovcová. Firmu TIC jako typickou skořápkovou firmu založily ve skotském Edinburghu na adrese kopírovacího centra, kde je registrováno dalších 797 firem, dvě občanky Dominikánské republiky, které figurují v analýze investigativní skupiny Bellingcat jako součást „Britské pračky peněz“. Viroložka Ruth Tachezy i bývalý národní koordinátor Marián Hajdůch upozornili, že tyto antigenní testy jsou vhodné pouze pro potvrzení nákazy u symptomatických jedinců, ale nejsou určené pro bezpříznakové jedince. Hrozí tak nebezpečí dalšího šíření nákazy, protože testy nezachytí až 55 procent asymptomatických jedinců.
Dne 25. února byla v Česku v jednom případě potvrzena jihoafrická mutace koronaviru. Tato mutace navíc podle odborníků snižuje účinnost některých vakcín a léků na covid-19. Některé případy souvisely se zájezdem na Zanzibar a týkali se lidí nejméně z Královéhradeckého a Jihomoravského kraje.
Dne 26. února byl na tiskové konferenci po jednání vlády vyhlášen tvrdý lockdown. Vláda oznámila omezení pohybu v rámci okresu trvalého bydliště, zrušila také nařízení, které umožňovalo nošení dvou chirurgických roušek místo respirátoru FFP2 nebo KN95 či nanoroušky. Stejného dne také vláda oznámila, s okamžitou platností, zákaz cestování do Brazílie, Jihoafrické republiky, Tanzanie (včetně ostrova Zanzibar) a dalších osmi afrických zemí.

### Březen 2021

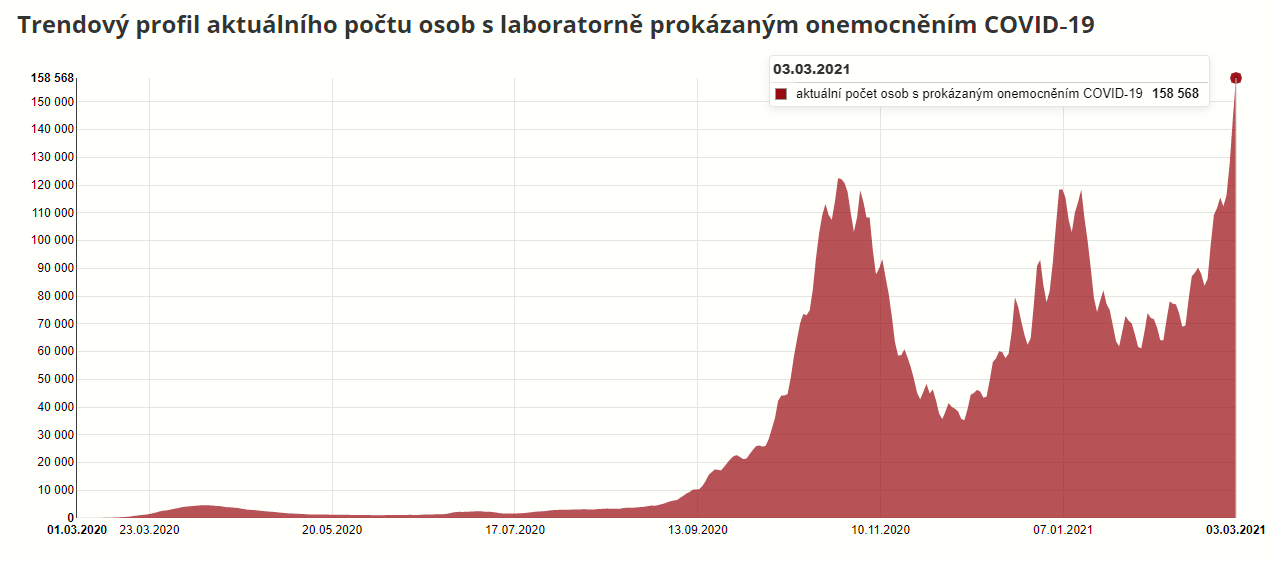

Ode dne 1. března se zavřely všechny školy, školky i dětské skupiny. Nově také na 3 týdny nebylo možné cestovat mezi okresy – nakupovat bylo možné v celém okresu, na procházky pouze po obci. Uzavřela se také velká část dosud otevřených maloobchodů, například papírnictví či prodejen dětského oblečení. Stejného dne vláda schválila také povinné testování ve firmách s více než 50 zaměstnanci.
Dne 15. března vláda schválila povinné testování ve firmách s více než deseti zaměstnanci.
Dne 22. března se prodloužil lockdown, který vláda vyhlásila dne 1. března. Nově ale bylo možno sportovat či vyrazit na procházku po celém okrese.
V pondělí 22. března 2021, na roční výročí první oběti pandemie covidu-19 v Česku, spolek Milion chvilek zorganizoval pietní akci, kdy byly na dlažbu Staroměstského náměstí v Praze nasprejovány tisíce bílých křížů jako památka 25 tisíc obětí pandemie v Česku. V poledne se leckde v republice rozezněly kostelní zvony a kdokoliv se mohl připojit k minutě ticha za oběti covidu-19.

### Duben 2021
Dne 7. dubna byl odvolán dosavadní ministr zdravotnictví Jan Blatný, ve funkci jej nahradil ředitel Fakultní nemocnice Královské Vinohrady Petr Arenberger.
Dne 9. dubna byly na Děčínsku potvrzeny první dva případy brazilské mutace koronaviru v Česku.
Ode dne 12. dubna se rozvolnila část opatření. Do škol se vrátili žáci prvního stupně základních škol a posledních ročníků mateřských škol, za podmínky antigenního testování dvakrát týdně. Otevřela se také část prodejen, například prodejny dětského oblečení a obuvi, náhradních dílů pro auta, papírnictví, čistírny či farmářské trhy. Povolení otevřít venkovní prostory dostaly také zoologické a botanické zahrady. Do areálu může ale pouze pětina maximálního počtu lidí. Zároveň také skončil nouzový stav a s ním i zákaz cestování mezi okresy, či zákaz vycházení mezi 21.–5. hodinou.
Dne 24. dubna potvrdil ministr zdravotnictví, že v Hradci Králové se potvrdil první případ tzv. indické mutace viru v Česku.
Dne 30. dubna potvrdil ministr zdravotnictví, že v Česku se objevily kombinace nigerijské či floridské mutace.

### Květen 2021
Dne 3. května se obnovila rotační výuka žáků druhých stupňů v Praze, Karlovarském, Královéhradeckém, Libereckém, Pardubickém, Plzeňském a Středočeském kraji. Otevřít mohla kadeřnictví, masáže a další kosmetické služby. Lidé, kteří chtějí tyto služby využít, museli mít potvrzení o negativním testu.
Dne 10. května bylo v ostatních krajích povoleno otevřít druhé stupně základních škol a ve všech krajích maloobchody.
Dne 17. května bylo povoleno otevřít zahrádky restaurací, přičemž u stolu mohli sedět nanejvýš čtyři lidé (s výjimkou členů jedné domácnosti), kteří museli mít negativní test nebo potvrzení o očkování. Dále byly povoleny venkovní akce s maximálně 700 lidmi za podmínky negativního testu a s respirátory a návštěvy v nemocnicích či domovech pro seniory.
Dne 26. května nahradil dosavadního ministra zdravotnictví Petra Arenbergra Adam Vojtěch.
Dne 31. května se otevřely vnitřní prostory restaurací, wellness, bazény a sauny, jejich návštěva je podmíněna negativním testem, potvrzením o očkování či prodělání nemoci.

### Červen 2021
Ode dne 8. června ve všech krajích, s výjimkou Jihočeského, Zlínského a Libereckého kraje, nemusí žáci ani učitelé během výuky a zaměstnanci v jedné kanceláři nosit roušky. Zároveň se také zvýšila kapacita kulturních akcí – ve vnitřních prostorách může být až tisíc lidí a venku dva tisíce. Následující týden se povinnost nošení roušek při vyučování zrušila ve všech zbývajících krajích.

### Červenec 2021
Od 1. července venku skončila povinnost mít zakrytá ústa a nos respirátorem či chirurgickou rouškou venku. Zároveň také plošně skončila povinnost testování ve firmách a na školách.
Dne 9. července přestala stačit jedna dávka vakcíny k prokázání bezinfekčnosti. Od stejného data také začala platit povinnost testování při návratu do České republiky ze všech zemí. Oficiálně používané označení „bezinfekčnost“ ale není odborně správné. Očkování nezajistí, že člověk nemůže šířit infekci a neznamená sterilizační imunitu.
Dne 21. července bylo oznámeno, že vláda musí do půlky srpna rozhodnout, zda se ve školách bude od září testovat. Záležet bude na vývoji epidemické situace.

### Srpen 2021
Dne 17. srpna vláda rozhodla o opatřeních ve školách. Žáci se musí ve dnech prvního, šestého a devátého září testovat, pokud je testování odmítnuto, musí nosit po celou dobu roušku či respirátor. 

### Září 2021
Ode dne 1. září nově může u stolu v restauraci sedět až šest lidí. Na hromadných akcích se může zaplnit maximální kapacita. V muzeích, zoo či hradech se zrušil režim 75procentní kapacity a mohou tak fungovat bez omezení.
Ode dne 30. září se žáci jedné třídy nemusejí na výletě či ve škole v přírodě prokazovat negativním testem.

### Říjen 2021
Ode dne 25. října se rozšířila povinnost nosit respirátory na hromadných akcích a na pracovištích. Od stejného dne ministerstvo zdravotnictví také umožnilo zkrátit si karanténu po kontaktu s nakaženou osobou na sedm dní v případě, že bude mít negativní PCR test.
Ode dne 27. října skončila povinnost samoizolace po návratu ze zahraničí.

### Listopad 2021
Dne 1. listopadu přestaly zdravotní pojišťovny proplácet preventivní testy. Výjimka ale platí pro lidi do 18 let, pro ty, kteří se ze zdravotních důvodů naočkovat a lidi plně očkované a rozočkované. Zároveň se zkrátila platnost testů – PCR test platí tří dny a antigenní test 24 hodin. Provozovatelé restaurací musejí kontrolovat doklad o bezinfekčnosti hostů – výjimku mají děti do 12 let. V osmi okresech především na Moravě a ve Slezsku se testovali neočkovaní žáci a neočkovaní učitelé musejí při výuce nosit respirátor.
Dne 8. listopadu ministerstvo zdravotnictví zveřejnilo kampaň na podporu očkování. Kampaň byla mnoha lidmi označena za brutální. Rektor ČVUT Vojtěch Petráček ji označil za nechutnou a požádal o její stažení.
Dne 20. listopadu byl překonán rekord v počtu nakažených – přibylo 22 936 nakažených.
Ode dne 22. listopadu přestaly platit jako potvrzení o bezinfekčnosti antigenní i PCR testy, při návštěvě restaurací či hromadných akcí se musí lidé prokázat očkováním či prodělanou nemocí. Výjimku mají děti do 18 let a lidé, kteří se ze zdravotních důvodů nemohou očkovat, těm stačí test. Také se začalo znovu plošně testovat ve firmách a ve školách.
Za den 23. listopadu byl odhalen rekordní počet nakažených – přibylo 25 864 nakažených.
Dne 25. listopadu vláda schválila vyhlášení nouzového stavu s platností od půlnoci následujícího dne na 30 dní. Restaurace či kluby musejí mít zavřeno mezi 22.–5. hodinou. Kulturní představení a sportovní utkání může navštívit maximálně tisíc lidí, kteří se prokážou certifikátem o očkování či prodělaní covidu-19. Na veřejnosti platí zákaz konzumace alkoholu, v jídelních zónách obchodních center je zakázána konzumace jídla. Ode dne 26. listopadu 18 hodin platí zákaz konání vánočních trhů s výjimkou prodeje kaprů či vánočních stromků.
Za den 25. listopadu byl překonán rekord v počtu nakažených – přibylo 27 717 nově nakažených. Stejného dne oznámil mluvčí prezidenta, že Miloš Zeman byl pozitivně testován na covid-19.
Vláda ČR schválila dne 26. listopadu, že od následujícího dne občané České republiky, států Evropské unie a lidé s oprávněním k dlouhodobému pobytu v Česku po návratu z Jihoafrické republiky, všech jejích sousedních zemí a Zambie musí na minimálně 10 dnů do izolace. Důvodem je výskyt nové mutace. Musí také před vstupem na území Česka předložit negativní PCR test, další test musí absolvovat do 24 hodin po návratu do Česka. Na další test musí mezi 10. a 14. dnem po návratu. Občané třetích zemí do Česka zákaz vstupu. Zároveň doporučili tyto země nenavštěvovat.
Dne 27. listopadu se objevil první případ nákazy mutací omikron v Česku. Nákaza se potvrdila u Češky, která se vrátila z Namibie.
Dne 28. listopadu byl na covid pozitivně testován ministr zdravotnictví Adam Vojtěch. Následujícího dne byla pozitivně testována také hlavní hygienička Pavla Svrčinová.

### Prosinec 2021
Dne 10. prosince vyšla ve Sbírce zákonů vyhláška o povinném očkování pro lidi nad 60 let a vybrané profese, u nichž je větší riziko nákazy koronavirem – zdravotníci, pracovníci v sociálních službách, hasiči, policisté, vojáci a celníci.
Dne 12. prosince bylo na jižní Moravě potvrzeno dalších šest případů nákazy mutací omikron, čímž celkový počet potvrzených případů vzrostl na osm. Nákaza byla potvrzena u dvou zdravotních sester z Fakultní nemocnice a u dvou dětí jedné z nich a u dvou žáků na základní škole v Adamově.
Dne 13. prosince byla spuštěna registrace na očkování proti covidu-19 pro děti od pěti let.
Dne 17. prosince byl společně s celou vládou jmenován i nový ministr zdravotnictví Vlastimil Válek.
Dne 22. prosince vláda představila opatření na vánoční svátky a následující týdny. Na Štědrý den mohly být obchody nad 200 m2 otevřeny pouze do 12 hodin, na 1. svátek vánoční nemohly být otevřeny vůbec. Kulturních či jiných akcí se může účastnit nejvíce tisíc sedících lidí, na akcích, kde účastníci nesedí u stolu, může byt nejvýše sto lidí. Od 29. prosince do 2. ledna budou platit speciální pravidla na omezení kontaktu v době silvestru. Snižuje se počet lidí sedících u stolu v restauracích z šesti na čtyři. Večírků se bude moct účastnit nejvýše padesát lidí.
Dne 27. prosince se změnila pravidla pro cestování cizinců do České republiky ze všech zemí. Cizinci musejí před příjezdem do ČR absolvovat PCR test, týká se to i očkovaných a lidí po prodělání covidu. Výjimku mají lidé po posilovací dávce vakcíny a děti do 12 let. Neočkovaní lidé mají povinnost absolvovat další PCR mezi 5.–7. dnem po příjezdu.

### Leden 2022
Dne 10. ledna se zkrátila doba pro karanténu na pět dní. V případě, že má člověk v karanténě příznaky nákazy i po pěti dnech, musí ještě minimálně dva dny zůstat doma.
Ode dne 17. ledna se musejí zaměstnanci ve všech firmách dvakrát týdně testovat, žáci a učitelé ve školách pouze jednou týdně, nově se to týká i očkovaných a lidí, kteří covid prodělali.
Dne 19. ledna premiér Fiala oznámil, že vláda zrušila povinné očkování proti covidu u osob starších 60 let a vybraných profesí.
Za den 25. ledna byl překonán rekord v počtu nakažených – přibylo 42 073 nově nakažených, z toho bylo 2 459 reinfekcí. Dne 26. ledna byl překonán rekord z předchozího dne a poprvé počet potvrzených případů překonal 50 tisíc – přibylo 54 685 nově nakažených.

### Únor 2022
Dne 10. února byla zrušena povinnost prokazovat se certifikátem o ukončeném očkování nebo prodělání covidu-19 v posledních 180 dnech v restauracích, službách či na hromadných akcích. Vláda tak reagovala na rozhodnutí Nejvyššího správního soudu, který opatření ke dni 9. února zrušil.
Dne 15. února se zkrátila platnost certifikátu lidem, kteří byli očkováni dvěma dávkami vakcíny před více než devíti měsíci. Stejného dne také přestala pro Čechy platit tzv. mapa cestovatele, která určovala podmínky pro návrat z každé země. Bez omezení do ČR mohou vstoupit lidé s ukončeným očkováním nebo lidé, kteří nemoc v posledních 180 dnech prodělali. Mapa cestovatele zůstává v platnosti pouze pro cizince.
Dne 19. února se prodloužila doba izolace z pěti na sedm dní. Naopak člověk po kontaktu s pozitivně testovaným není poslán do karantény. Na většinu akcí může místo dosavadních 100 lidí 500, na akcích, kde jsou sedící diváci, může až 1000 lidí.

### Březen 2022
Dne 1. března přestalo platit omezení stanovující maximální počet účastníků na hromadných akcí. Od stejného data mají všichni občané nárok na jeden hrazený PCR test měsíčně.
Dne 14. března přestala platit povinnost nošení respirátoru ve většině vnitřních prostorů. Povinnost zůstala pouze v MHD, vlacích, nemocnicích a zařízeních sociálních služeb.

### Květen 2022
Dne 5. května 2022 skončila po zlepšení epidemiologické situace veškerá zbývající protiepidemická opatření.

### 2023
I přes významnou přítomnost viru v populaci již nebyla vydána prakticky žádná opatření. Rozšířena totiž byla varianta omikron s podstatně nižší smrtností.
Od dubna 2023 potom došlo k úplnému zrušení izolace pro nakažené a k vyjmutí covidu-19 ze seznamu nakažlivých nemocí, jejichž šíření je trestným činem. Proti šíření nemoci tak prakticky přestala existovat jakákoliv opatření.